# Margareten
Margareten ist seit 1850 Teil Wiens und seit 1861 der 5. Wiener Gemeindebezirk. Es liegt innerhalb des Gürtels, der an Stelle des ehemaligen Linienwalls entstand, und ist nach der ehemaligen Vorstadt Vorstadt Margareten benannt.
Der Bezirk wurde 1861 vom 4. Bezirk, Wieden, abgetrennt und als selbstständiger Bezirk eingerichtet. Margareten ist ein typischer innerer Bezirk, ein dichtbesiedeltes Gebiet mit wenigen Grünflächen. Margareten gilt als Arbeiterbezirk und verfügt in Gürtelnähe über zahlreiche Gemeindebauten. Der Bezirk hatte 2015 auf 201 Hektar Fläche rund 54.000 Einwohner.

## Geografie

### Lage
Margareten wird folgendermaßen begrenzt:
- Norden: Mariahilf (6. Bezirk), Grenze: Wienfluss
- Osten: Wieden (4. Bezirk), Grenze: Kettenbrückengasse, Margaretenstraße, Kleine Neugasse, Mittersteig, Ziegelofengasse, Blechturmgasse bis zur Südbahntrasse südlich des Margaretengürtels
- Süden: Favoriten (10. Bezirk), Grenze: Südbahntrasse südlich des Gürtels
- Westen: Meidling (12. Bezirk), Grenze: Gaudenzdorfer Gürtel (östlicher Fahrbahnrand)

Margareten liegt südwestlich der Inneren Stadt, des 1. Bezirks, und grenzt nicht unmittelbar daran. Es zählt dennoch zu den inneren Bezirken Wiens, zum erweiterten Stadtzentrum. Der Gebietsstreifen zwischen Hamburgerstraße und Rechter Wienzeile gehört zur Außenzone der Welterbestätte Historisches Zentrum von Wien.
Das Bezirksgebiet gehört zur Katastralgemeinde Margarethen (die sich – wie bei Katastralgemeinden häufiger anzutreffen – die ältere Schreibweise bewahrt hat). Ein Hektar dieser Katastralgemeinde liegt im Gebiet des Nachbarbezirks Mariahilf.
Der tiefste Punkt Margaretens liegt auf etwa 174 m ü. A. im Wiental. In Richtung Süden, Richtung Wienerberg, steigt das Gelände leicht an. Margareten weist keine sprunghaften Höhenunterschiede oder Berge auf, die gesamte Höhendifferenz beträgt ungefähr 30 Meter.

### Nutzung
Die Baufläche Margaretens beträgt 63,8 % (Wien-weit 33,32 %), wobei rund 82 % auf Wohnbaugebiet entfällt. Mit 31,7 % nehmen Verkehrsflächen den zweitgrößten Anteil der Bezirksfläche ein (Wien-weit 13,75 %). Die Grünflächen nehmen nur 4,54 % der Bezirksfläche ein (Wien-weit 48,26 %), wobei 91,54 % für Parkanlagen genutzt werden. Innenhöfe, einzelne Bäume und Baumgruppen sowie begrünte Anlagen sind der größte Anteil an den Grünflächen, zusätzlich zählen die rund 80 Dachgärten dazu. Nur drei andere Bezirke (Neubau, Mariahilf und Josefstadt) haben noch weniger Grünanteil als Margareten, wobei seit dem Jahr 2000 der Anteil der Grünfläche verdoppelt wurde. Gewässer, Wälder, Kleingärten oder landwirtschaftlich genutzte Flächen sind in Margareten nicht vorhanden.
| Baufläche | Baufläche      | Baufläche                 | Grünfläche     | Grünfläche | Grünfläche | Grünfläche | Grünfläche  | Grünfläche      | Gewässer | Verkehrsflächen |
| 128,1     | 128,1          | 128,1                     | 8,5            | 8,5        | 8,5        | 8,5        | 8,5         | 8,5             | 0        | 64,6            |
| --------- | -------------- | ------------------------- | -------------- | ---------- | ---------- | ---------- | ----------- | --------------- | -------- | --------------- |
| Wohnbau   | Betriebsgebiet | öffentliche Einrichtungen | Landwirtschaft | Parks      | Wälder     | Wiesen     | Kleingärten | Freizeitflächen |          |                 |
| 112,8     | 10,9           | 4,4                       | 0              | 8,1        | 0          | 0          | 0           | 0,4             |          |                 |

### Flüsse und Quellen
Im Siebenbrunnenfeld in Oberreinprechtsdorf entspringen zahlreiche Quellen. 1562 erhielt der kaiserliche Hof schließlich als erster seine eigene Wasserzuleitung durch die Siebenbrunner Hofwasserleitung, die im Auftrag Kaiser Ferdinands I. errichtet wurde. Das Wasser wurde in sieben Brunnen gesammelt und in gusseisernen Rohren zu einem Reservoir unter der Augustinerbastei in Wien geleitet, von wo es wiederum in die Hofburg weitergeleitet wurde. Durch den Margaretenbrunnen am Margaretenplatz erlaubte Kaiser Franz I. ab 1829 den Bürgern, die Hofwasserleitung mitzubenutzen. Heute sind die sieben Quellen durch den Siebenbrunnen am Siebenbrunnenplatz dargestellt.

### Geologie
Margareten besteht hauptsächlich aus pleistozänem Terrassenschotter, der im Zeitraum zwischen 1,75 Millionen Jahren und 11.500 Jahren (im Zuge der letzten Eiszeiten) vor der heutigen Zeit entstand. Der Bezirk liegt größtenteils auf der Theresianum- und Arsenalterrasse, welche beide in der zweiphasigen Mindel-Kaltzeit entstanden. In Richtung Wienfluss (Norden) finden sich auch jüngere Löss- und Lösslehm-Böden, insbesondere im Bezirksteil Margareten auf der Stadtterrasse, welche in der Riß-Kaltzeit entstand.
In der Nähe des Wien-Flusses existieren rezente Ablagerungen (Grobklastika), die eine geringe Ausdehnung und Mächtigkeit haben. Auf Grund ihres Ursprungs aus der Flyschzone bestehen sie aus lehmigen, plattig ausgebildeten Sandsteinkiesen und haben daher nur geringe Bedeutung für das Grundwasser der Stadt.

### Klima
In Margareten gibt es keine offizielle Wetterstation mit langjährigen Messdaten. Durch die Nähe zur Inneren Stadt und die ähnliche Bebauung mit einem hohen Anteil an Gebäuden und Straßen sowie einem geringen Anteil an Grünflächen kann die offizielle ZAMG Wetterstation Innere Stadt für die Klimadaten in Margareten herangezogen werden.
Wie Wien hat das lokale Klima ozeanische Einflüsse aus dem Westen und kontinentale Einflüsse aus dem Osten. Typisch für Margaretens Klima sind geringere Niederschlagsmengen, wenig Schnee, viele trübe, mäßig kalte Tage im Winter, sonnig und heiße Tage im Sommer. Die Winter sind im Vergleich zu den Außenbezirken (außerhalb des Gürtels) milder, im Schnitt bis zu 2 °C. Die mittlere Lufttemperatur in den Jahren 1971 bis 2000 lag bei 11,4 °C. Die mittlere Niederschlagsmenge liegt bei rund 548 Millimeter jährlich. 50,4 Frosttage und 18,6 Eistage stehen 67,6 Sommertagen und 17,9 heißen Tagen gegenüber. Margareten hat 1883,6 Sonnenstunden zu verzeichnen, wobei im Dezember nur 50,6 Sonnenstunden hingegen im Juli 260,4 Sonnenstunden anfallen. Der Wind kommt meist aus West oder Nordwest.

### Bezirksteile (Vorstädte vor 1850)
Der heutige Bezirk Margareten umfasste in der Zeit vor 1850 mehrere eigenständige, aber jeweils einer Grundherrschaft unterstehende Vorstädte. Die Geschichte der einzelnen Vorstädte bis 1850 ist unter den jeweiligen Stichwörtern zu finden:
- der westlichste Teil der Vorstadt Wieden (östlich der ungefähren Linie Hartmanngasse – Strobachgasse – Rüdigergasse)[9]
- Hundsturm (Der zuletzt Neumargareten genannte Bezirksteil der ehemaligen Gemeinde Hundsturm, von der Arndtstraße bis zur Eichenstraße jeweils vier bis sechs Häuserblöcke westlich des Gaudenzdorfer Gürtels, wurde per Landesgesetz Nr. 4 vom 2. Februar 1907 zu Meidling, 12. Bezirk, transferiert)
- Hungelbrunn (ein Teil davon gehört zur Wieden)
- Laurenzergrund
- Margareten
- Matzleinsdorf
- Nikolsdorf
- Reinprechtsdorf

## Wappen

Bezirkswappen Margareten

Der Wappenschild des Bezirks ist sechsgeteilt und repräsentiert die sechs ehemaligen Vorstädte. Die sechs Wappen werden folgendermaßen zugeordnet:
- Margareten (Herzschild): Es zeigt die Heilige Margareta von Antiochia auf Wolken sitzend vor einem goldenen Grund. Unter ihr liegt ein grüner Drache. Das Wappen geht auf die im Ende des 14. Jahrhunderts im Margaretener Schloss gestiftete Kapelle zurück.
- Nikolsdorf (vom Betrachter aus gesehen links (heraldisch rechts) oben): Er zeigt den Heiligen Nikolaus auf rotem Grund auf einer grünen Wiese. Das Wappen wurde gewählt, da der Ort zu Ehren des Gründers Nikolaus Oláh, ursprünglich Nikolausdorf genannt worden war.
- Matzleinsdorf (rechts oben): Der rechte, obere Wappenteil zeigt mit Florian ebenfalls einen Heiligen. Dieses Symbol für den Bezirksteil Matzleinsdorf wurde gewählt, da Florian der Patron der örtlichen Pfarrkirche ist.
- Hundsturm (links unten): Auf blauem Hintergrund ist ein silberner Turm abgebildet, aus dem ein herausspringendes, silbernes Einhorn herausragt. Das sprechende Wappen symbolisiert das 1672 gebaute gleichnamige Schloss.
- Reinprechtsdorf (rechts unten): Er zeigt einen blauen, goldverzierten Reichsapfel, der aus dem Siegel des Wiener Bürgerspitals entnommen wurde. Dieses war bis zum 18. Jahrhundert der Grundherr des Ortes.
- Laurenzergrund (unten): Er zeigt das Symbol des Martyriums des heiligen Laurentius, der auf einem Feuerrost zu Tode gefoltert wurde.

## Geschichte

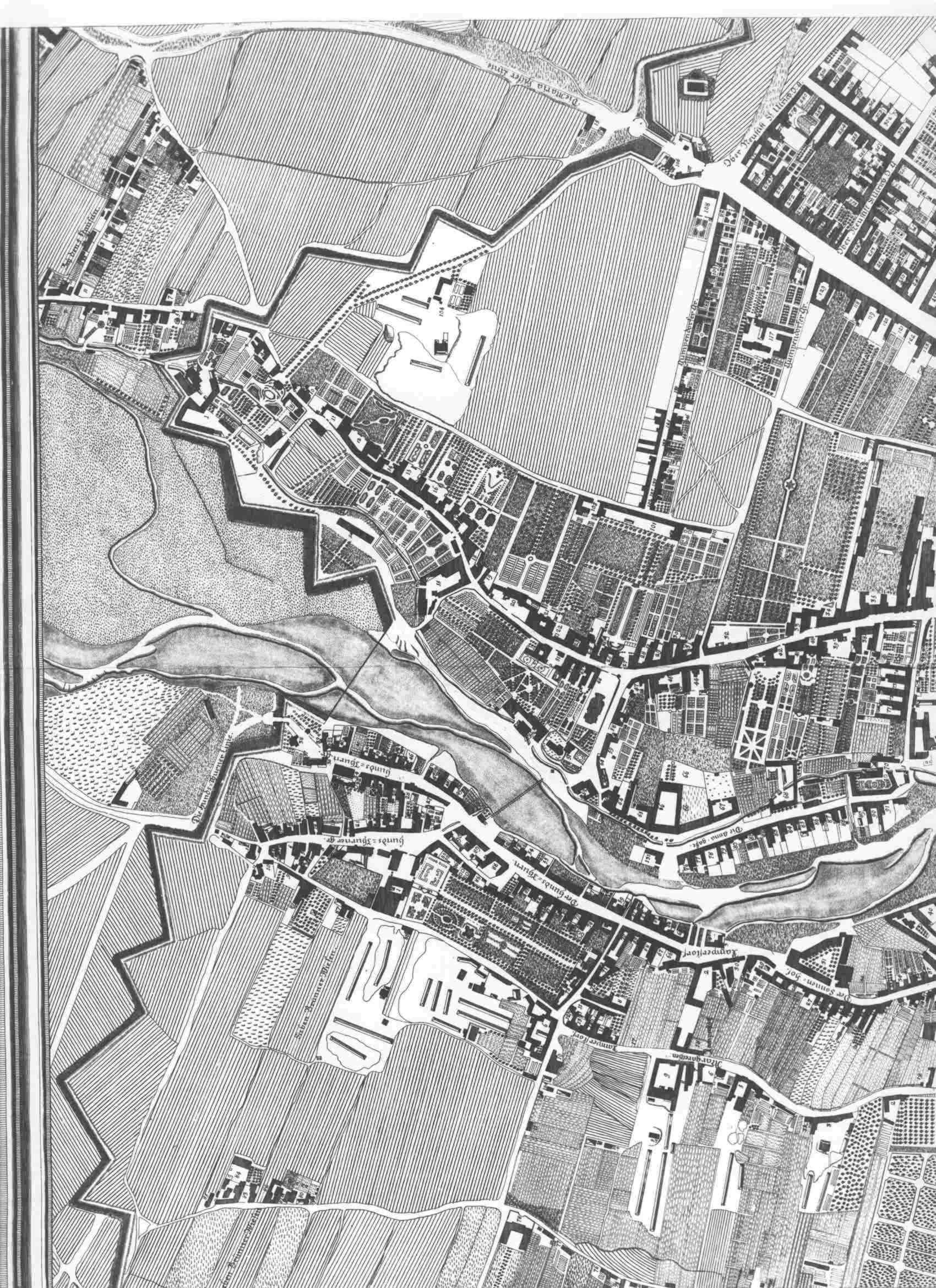
Hundsturm mit Linienwall in den 1770er Jahren

### Margareten wird zum fünften Bezirk

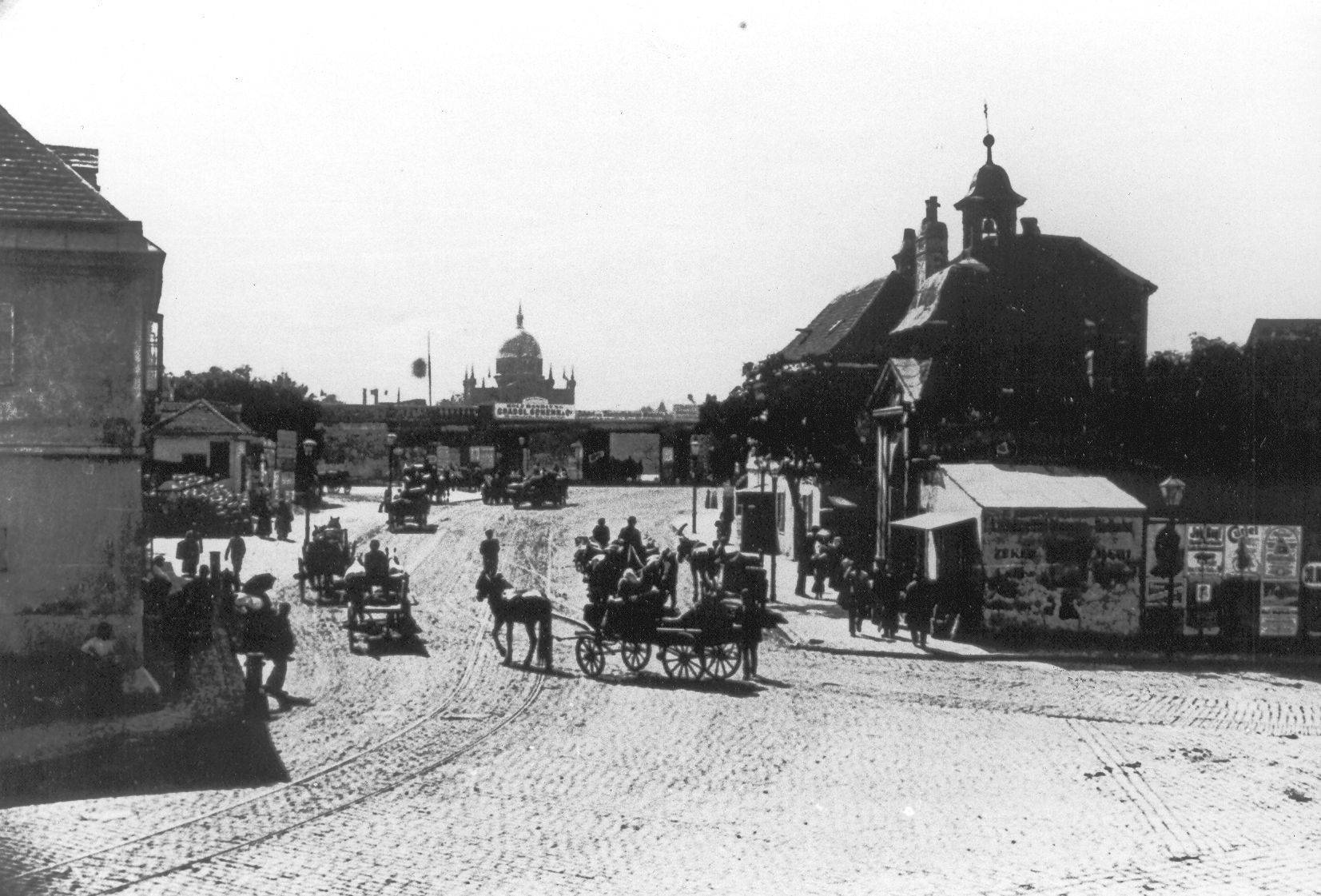
Matzleinsdorfer Platz mit Südbahn in Richtung Favoriten

Alle Vorstädte des heutigen Bezirks Margareten wurden neben einer Reihe anderer südlich des Wienflusses am 6. März 1850 als 4. Bezirk, Wieden, eingemeindet. Nach längeren Debatten im neuen Bezirk, bei denen die für die damaligen Zeiten relativ große West-Ost-Ausdehnung der neuen Gebietseinheit und ihre unterschiedliche soziale Struktur ins Spiel gebracht wurden, wurde der Bezirk 1861 geteilt: Der östliche, bürgerliche, an den 1. und 3. Bezirk angrenzende Teil blieb 4. Bezirk (mit 55.000 Bewohnern), der vom Stadtzentrum entferntere Teil, ein Arbeiterbezirk, wurde als neuer 5. Bezirk (32.000 Bewohner) konstituiert (die bisherigen Bezirksnummern 5 bis 8 wurden zu 6 bis 9). Die Rücksichtnahme auf historisch gewachsene soziale, wirtschaftliche und bauliche Unterschiede war für diese Änderung der Bezirkseinteilung des Jahres 1850 ebenso maßgeblich wie das Beispiel der bereits bestehenden separaten Polizeibezirke Wieden und Margareten. Dazu kam noch die Notwendigkeit einer effizienten Verwaltung des großen und sich rasant entwickelnden Areals vor der Favoritner Linie, das dadurch in annähernd gleich große Hälften geteilt wurde.
Somit wurde der vormalige 4. Bezirk in Nord-Süd-Richtung, quer zu seiner Längsausdehnung, geteilt. Die neue Bezirksgrenze wurde folgendermaßen festgelegt: Kettenbrückengasse, Neu-Wiedner Straße (heutige Margaretenstraße), Kleine Neugasse, Mittersteig, Ziegelofengasse, Blechturmgasse, über den Linienwall (heute: Gürtel) von diesem entlang der Südbahn nach Osten zur Laxenburger Straße und diese entlang bis zur heutigen Kreuzung mit der Inzersdorfer Straße (wo die damalige Stadtgrenze verlief, diese entspricht heute noch der Katastralgrenze zwischen den Bezirksteilen Favoriten und Inzersdorf-Stadt). Im Südwesten reichte der Bezirk damit bis zur Spinnerin am Kreuz.
1874 verlor Margareten den gesamten Bezirksteil südlich des Gürtels, mitsamt den beiden Matzleinsdorfer Friedhöfen, dem katholischen (heute Waldmüllerpark) und dem Evangelischen Friedhof, an den neuen 10. Bezirk, Favoriten. 1907 wurde Margareten durch Transferierung des westlich außerhalb des Gürtels gelegenen Teiles der ehemaligen Vorstadt Hundsturm („Neumargareten“ inkl. Hundsturmer Friedhof) an den 12. Bezirk, Meidling, noch einmal etwas verkleinert und blieb so bis heute bestehen.

### Die Zeit bis zum Ersten Weltkrieg

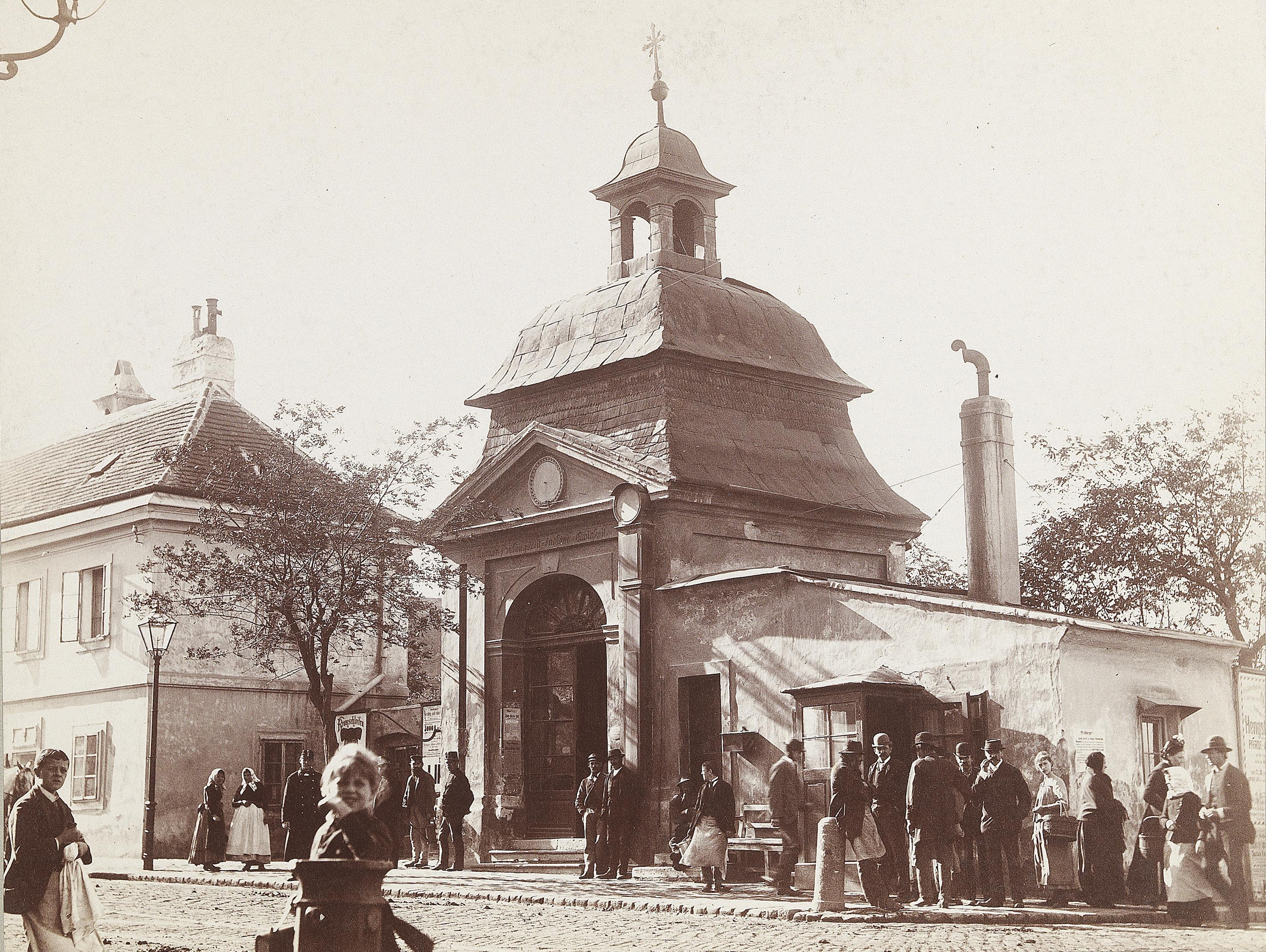
In der Matzleinsdorfer Linienkapelle wurde den an den Hinrichtungsstätten am Wienerberg hinzurichtenden Personen Gelegenheit zu einem letzten Gebet gegeben.

Der 5. Bezirk wies bei seiner Gründung noch vorwiegend ländlichen Charakter auf, vor allem gegen den Linienwall zu befanden sich zahlreiche Grünanlagen, Gärten, Wiesen, Äcker und Gemüsefelder.
Das Gebiet im Südwesten des Bezirks durfte bis 1870 nicht verbaut werden, da die sieben hier vorhandenen Quellen seit 1562 als Hofwasserleitung dienten. Spärlich besiedelt war der Raum zwischen der heutigen Margaretenstraße und der Siebenbrunnengasse. Die Reinprechtsdorfer Straße war damals nur in ihrem nördlichen Teil verbaut. Die meisten vorhandenen Gassen endeten noch als Sackgassen. Das Gebiet zwischen Margaretengürtel, Margaretenstraße und Reinprechtsdorfer Straße ist daher eine distinktive Einheit innerhalb des Bezirks, da es binnen kurzer Zeit in zwei Phasen verbaut wurde: ab etwa 1870 und nach Schleifung der Linie nach 1890.
Margareten war zunächst ein Handwerkerbezirk, der sich im 19. Jahrhundert durch die zunehmende Bevölkerungszahl immer stärker zu einem Arbeiterbezirk entwickelte. Mit der zunehmenden Industrialisierung vollzog sich bis zur Jahrhundertwende in vielfältiger Hinsicht der Wandel von noch ländlichen Vorstädten zu einem immer dichter verbauten Großstadtbezirk. Im Jahre 1869 wohnten in 921 Häusern rund 54.000 Einwohner.
1892 wurden auch die so genannten Vororte jenseits des Linienwalls eingemeindet. 1894 begann die Abtragung der Befestigungsanlage. Die seit den siebziger Jahren außerhalb des Walls parallel zu ihm gebaute Gürtelstraße konnte im Bereich Margaretens erst nach Entfernung des Walls auf volle Breite ausgebaut werden, da zuvor Teile der Mauer im Weg gewesen waren.
Bis 1900 stieg die Anzahl der Häuser auf 1579 und die Anzahl der Wohnungen betrug circa 25.300. In Margareten wohnten um die Jahrhundertwende rund 107.000 Einwohner. Das größte Problem in Margareten stellte die ungünstige Wohnsituation dar. Eine durchschnittliche Wohnung bestand um die Jahrhundertwende aus Zimmer und Küche und beherbergte mehr als vier Personen.
Zwischen 1860 und 1912 wurden im Bezirk einige bedeutende Einrichtungen geschaffen: ein Waisenhaus (1864), ein Armenhaus, das Hartmannspital (1865) sowie das Carolinum (1871), ein Vorläufer des sozialen Wohnbaus. Das neue Amtshaus in der Schönbrunner Straße 54 (auch für den 4. Bezirk zuständig) wurde 1867 bezogen und 1872 das Margaretenbad eröffnet. Im Jahre 1877 wurde der älteste Wiener Volksbildungsverein (heute: polycollege) gegründet und 1909 bis 1911 das Haus in der Stöbergasse 11–15 bezogen. Die Gasbeleuchtung wurde erst relativ spät, im Jahre 1899, installiert, der Wienfluss 1895–1900 reguliert. Am südlichen Ufer wurde die Untere Wientallinie der Wiener Dampfstadtbahn gebaut, die am 30. Juni 1899 eröffnet wurde und den Norden des Bezirks mit den Stationen Margaretengürtel, Pilgramgasse und Kettenbrückengasse (der Name erinnert an die anlässlich der Einwölbung abgetragene Wienflussbrücke) erschloss. Sie wurde 1925 von der Wiener Elektrischen Stadtbahn abgelöst, heute verkehrt hier die U4.
In der Nähe des Naschmarkts wurde 1902 von Oskar Marmorek der Rüdigerhof errichtet. 1907–1908 errichtete der Verein Beth Aharon den Kaiser-Franz-Joseph-Jubiläumstempel (Siebenbrunnengasse 1a), der während der Novemberpogrome 1938 zerstört wurde. Die Justizanstalt Wien-Mittersteig wurde 1908–1910 neben der Synagoge erbaut. 2008 wurden hier 88 Gefangene von 55 Justizwachebeamten betreut. 1913–1915 wurde die bis dahin nur von der Schleifmühlgasse im 4. Bezirk flussabwärts errichtete Einwölbung des Wienflusses flussaufwärts bis zur Steggasse verlängert, wodurch im 5. Bezirk Magdalenen- und Rudolfs-(Ketten-)Brücke wegfielen.
Verkehrstechnisch wurde der Bezirk 1877 durch eine Pferdetramwaylinie erschlossen. In den folgenden Jahren kamen weitere Straßenbahnlinien hinzu, die 1902 auf elektrischen Betrieb umgestellt und ab 1960, ausgenommen in der Wiedner Hauptstraße und auf dem Margaretengürtel, durch Autobuslinien ersetzt wurden. Auf dem südlichen Margaretengürtel wurden Straßenbahn und Badner Bahn 1969 in einen Tunnel verlegt.
Im 19. Jahrhundert führte die Wiener Allgemeine Omnibus-AG eine mit Pferden betriebene Omnibuslinie nach Matzleinsdorf. Seit mehr als 100 Jahren fährt die Lokalbahn Wien–Baden durch Margareten und errichtete auf damaligem Bezirksgebiet (heute: Meidling) den Betriebsbahnhof Wien Wolfganggasse.

### Zwischenkriegszeit und Kriegszeit bis 1945

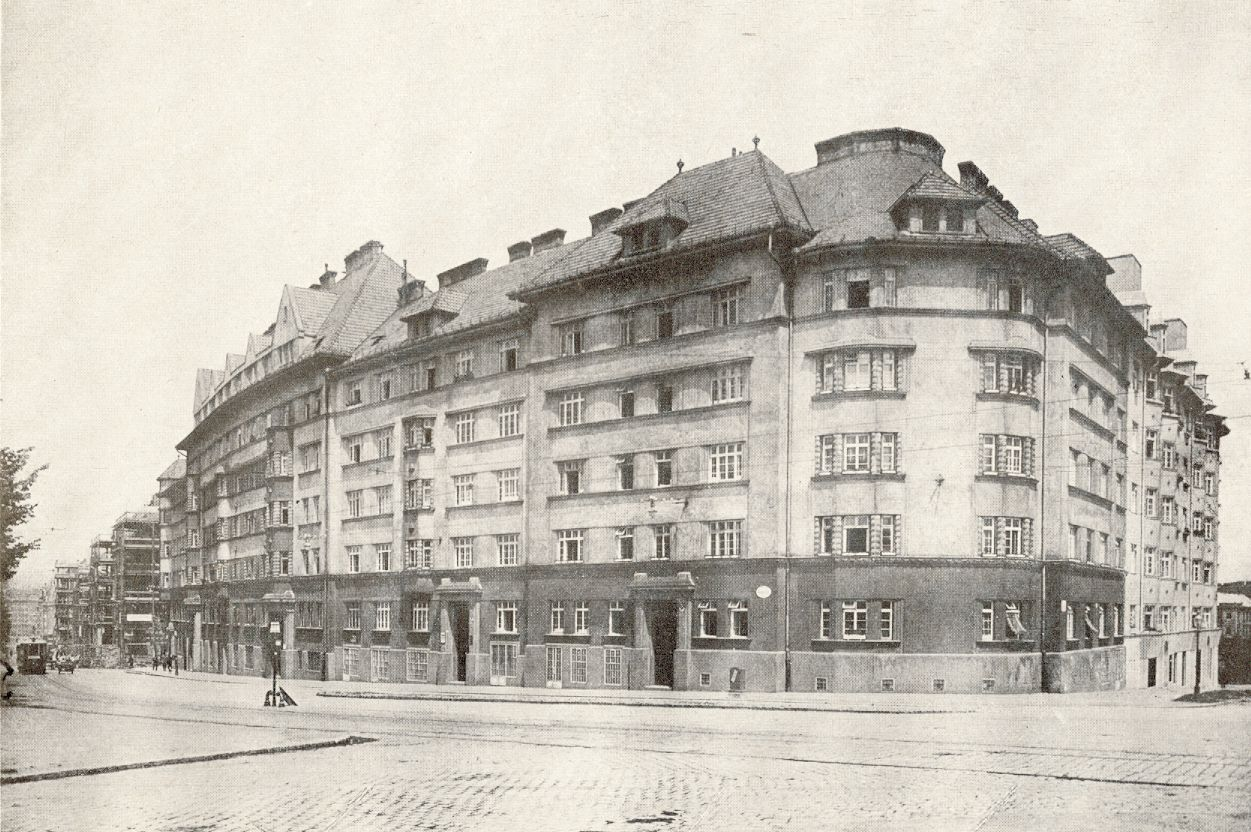
Metzleinstaler Hof um 1922

Obwohl die Bevölkerung in Margareten abnahm, war der Nachholbedarf im Wohnungsbau relativ groß. Die Zahl der Häuser stieg von 1910 bis 1923 von 1563 auf 1626 und blieb mit 1618 Häusern im Jahre 1934 trotz starker kommunaler Bautätigkeit fast gleich. Dies hatte zwei Gründe: Erstens wurden größere Wohnanlagen errichtet und zweitens wurden die Häuser höher gebaut und die Anzahl der vier- und fünfstöckigen Häuser nahm zu.
Um die große Wohnungsnot nach dem Ersten Weltkrieg zu lindern, entstand in Wien der kommunale Wohnbau. Das freie Gebiet in Margareten – entlang des „Drasche-Gürtels“ (wie der Straßenzug nach dem Ziegelfabrikanten Heinrich von Drasche-Wartinberg inoffiziell genannt wurde) – bot die Möglichkeit, große kommunale Wohnbauten zu errichten. So entstand 1919 bis 1920 der Metzleinstaler Hof, der erste Wohnhausbau der Gemeinde Wien, mit 244 Wohnungen. Bis 1930 wurden fünf weitere große Wohnbauten errichtet, wodurch der Gürtel den umgangssprachlichen Namen „Ringstraße des Proletariats“ bekam.
Der Arbeiterbezirk bot während des Bürgerkriegs 1934 Widerstand gegen den diktatorischen Ständestaat auf. Der Reumannhof, ein Gemeindebau aus dem Jahre 1924, hatte als ein Hauptstützpunkt des Schutzbundes eine zentrale Funktion und wurde lange Zeit vom Schutzbund gehalten. Am 12. Februar 1934 brachen gegen 14 Uhr die Kämpfe beim Reumannhof aus, die erst mit dem Zusammenbruch des Generalstreiks um 20 Uhr beendet wurden; daraufhin kapitulierten die verschanzten Schutzbündler.
Die in der Siebenbrunnengasse 1a befindliche Margaretener Synagoge wurde während der Reichskristallnacht zerstört; die jüdischen Wiener wurden wie in ganz Wien diskriminiert und terrorisiert. Während des Zweiten Weltkriegs wurden große Teile von Margareten durch Bombenangriffe zerstört, da kriegswichtige Einrichtungen wie die Südbahn und der Frachtenbahnhof Matzleinsdorf an der Bezirksgrenze verlaufen. Ebenso stark zerstört wurde der Raum um den Wienfluss.
Bei der Befreiung Wiens durch die Rote Armee blieben im Bereich des von Volkssturm und SS besetzten Amtshauses die Kampfhandlungen aus, da die Volkssturmeinheiten während eines Luftangriffes die Flucht ergriffen. Am 10. April 1945 traf die sowjetische Armee in Margareten ein und errichtete in der Oberen Amtshausgasse 3–5 (ehemaliges Arbeitsamt) die sowjetische Kommandantur. Die Mehrzahl der Straßen war nach dem Kriegsende unpassierbar, zudem gab es weder Licht noch Gas. Auch die öffentlichen Verkehrsmittel waren außer Betrieb und die Parkanlagen dienten als Ablagerungsstätten für Schutt und Müll. Obdachlosigkeit, Krankheit, Hunger und Chaos prägten so die unmittelbare Nachkriegszeit.

### Seit dem Zweiten Weltkrieg

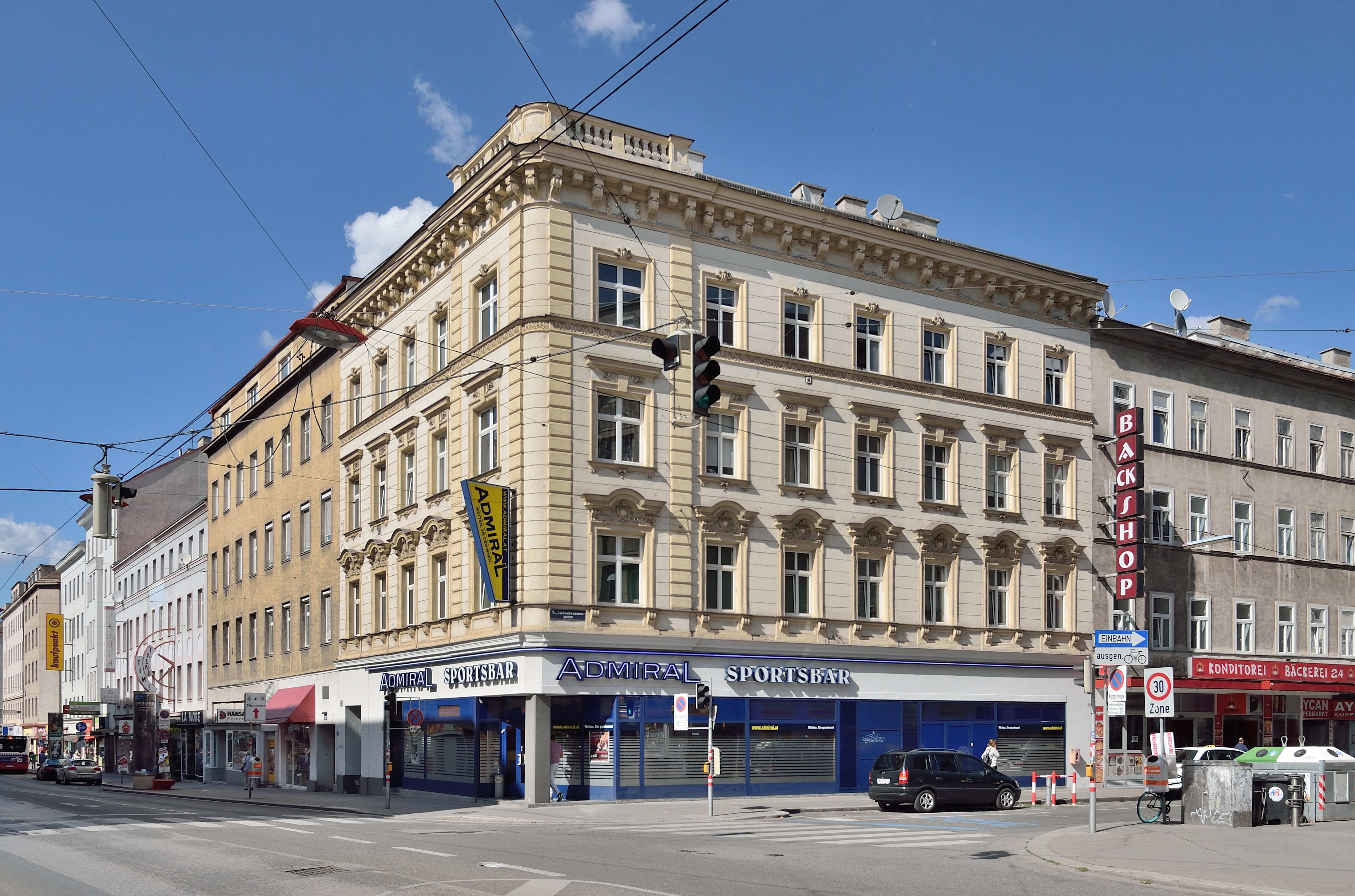
Die hohe Zahl an Wettbüros in der Reinprechtsdorfer Straße ist ein für die sozioökonomische Situation des Bezirks typisches Problem.

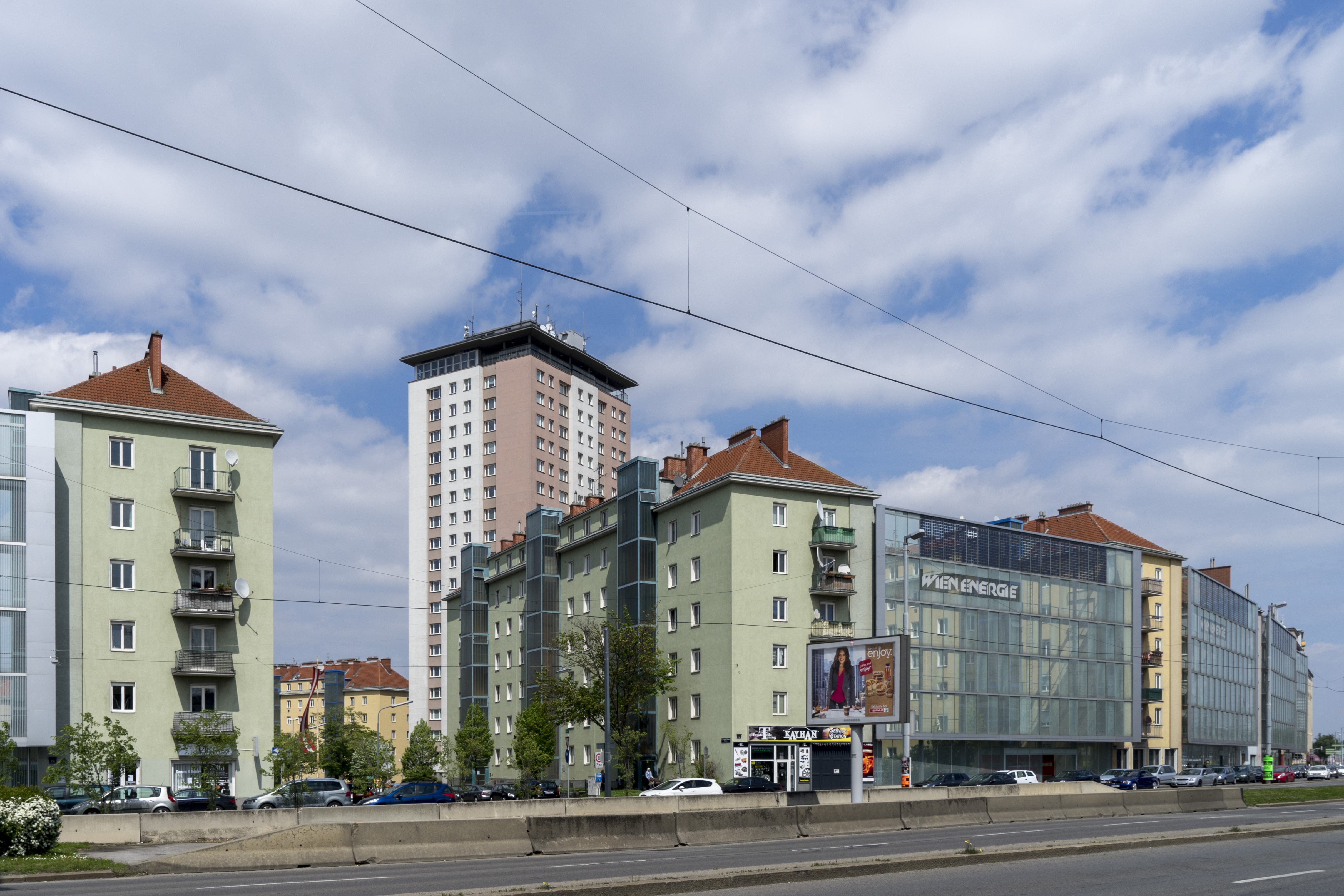
Der Margaretengürtel umschließt als Achse mangelnder Aufenthalts- und Lebensqualität den südlichen Bezirksrand.

In den Jahren der Besetzung (1945 bis 1955) war Margareten Teil des britischen Sektors von Wien. Mit Hilfe der von den Briten zur Verfügung gestellten Bagger, Schürfmaschinen und Lastkraftwagen sowie durch den Einsatz von über 37.000 Personen, die über 300.000 Arbeitsstunden leisteten, konnten die Aufräumungsarbeiten schnell vorangetrieben werden, so dass Margareten als erster Wiener Bezirk am 19. September 1946 schuttfrei wurde und mit dem Wiederaufbau begonnen werden konnte.
Der kommunale Wohnbau der Zwischenkriegszeit wurde fortgesetzt, und es entstand 1954–1957 das Matzleinsdorfer Hochhaus, mit dem ein neuer Baustil bei Gemeindebauten eingeführt wurde. Statt der früher üblichen Wohnblöcke der Zwischenkriegszeit wurden Einzelhäuser in aufgelockerter Bauweise errichtet. Dennoch nahm die Bevölkerungszahl in den folgenden Jahren bis 2001 ab. Die Anzahl der ausländischen Bevölkerung, insbesondere von Ex-Jugoslawen und Türken, nahm beträchtlich zu. Das größte Problem im Margaretner Wohnbau ist die Überalterung der Bausubstanz, da zirka 60 % der rund 2000 Gebäude vor dem Ersten Weltkrieg errichtet wurden. Rund 75 % aller Wohnungen sind Mietwohnungen. Die kommunalen Wohnbauten sind mit 17 % aller Häuser sehr stark vertreten.
Wie in den anderen Bezirken Wiens schaffte man Platz für den Autoverkehr und opferte wertvolle Bausubstanz, Busse ersetzten die Straßenbahnen. Im Zuge des Baus der Unterpflaster-Straßenbahn entlang des Gürtels wurde die in der Mitte der Wiedner Hauptstraße stehende barocke Matzleinsdorfer Pfarrkirche (Florianikirche) 1965 trotz Protesten der Bevölkerung abgebrochen. Der Neubau der Kirche wurde als turmlose Pfarrkirche an der Ecke Wiedner Hauptstraße / Laurenzgasse errichtet. Hinzu kam der Ausbau der Reinprechtsdorfer Brücke und der Pilgrambrücke. Im September 1969 wurde die S-Bahn-Station Matzleinsdorfer Platz eröffnet, und somit bekam Margareten neben der Wiener Stadtbahn Anschluss an ein zweites, hochrangiges Netz des öffentlichen Personennahverkehrs. Ab dem Jahr 1976 wurde die Stadtbahn schließlich umgebaut und 1980 durch die U4 ersetzt.
1986 wurde das ehemalige Margaretenbad abgebrochen und bis 1989 in ein Erlebnisbad mit Wasserrutsche umgebaut. Seit 2006 beherbergt das Margaretenbad ein Fitnesscenter. In der Arbeitergasse errichtete die Stadt 1990 ein Seniorenwohnheim. Fast das gesamte Bezirksgebiet wurde mit Ausnahme der Durchzugsstraßen verkehrsberuhigt, und das Parkplatzproblem entschärfte sich durch die Einführung der Parkraumbewirtschaftung (am 2. Juni 1997). In zunehmendem Maße wurden Radwege gebaut und einige Einbahnen für das Radfahren gegen die Einbahn geöffnet. 1999 kam es zu einer geringfügigen Änderung der Bezirksgrenzen, wobei im Bereich der Kettenbrückengasse der Grenzverlauf zum 4. Gemeindebezirk verschoben wurde.
Seit dem Jahr 2000 wird der Grünanteil Margaretens gesteigert, indem man beim Umbau der Straßen einige Bäume pflanzt und Parkplätze auflässt. Auf diese Weise wurden schon einige Straßen in Margareten umgestaltet, wie die Obere Amtshausgasse. Zusätzlich wurde im Jahr 2007 am Parkplatz in der Mitte des Gürtels die Fugenvegetation getestet.
Auf Grund des zunehmenden Lärms (Autoverkehr, Eisenbahn, S-Bahn) im Bereich des Gürtels wurde 2007 eine 18 Meter hohe und 150 Meter lange Lärmschutzwand bei der Gemeinde-Wohnanlage „Theodor-Körner-Hof“ errichtet. Die Elemente sind aus Glas, um genügend Licht und Helligkeit in den Bereich zwischen die Häuser zu bringen. In der obersten Reihe wurde eine 190 m² große Photovoltaikanlage von Wien Energie installiert, die erstmals in dieser Form zum Einsatz kam. Durch die neuartige Anordnung der Sichtschutzstreifen, um Spiegelung zu vermeiden, sind Maßnahmen für den Vogelschutz getroffen worden.

## Bevölkerung
Bevölkerungsentwicklung
Quelle: Statistik.at

### Bevölkerungsentwicklung
Im Jahre 1869 lebten im Bezirksgebiet 54.010 Menschen. In den darauf folgenden 30 bis 40 Jahren verdoppelte sich die Einwohnerzahl auf fast 108.000. Obwohl nach dem Ersten Weltkrieg die großen Gemeindebauten entlang des Gürtels gebaut wurden, sank die Einwohnerzahl bis zur Volkszählung 2001 aufgrund der gesteigerten Wohnbedürfnisse kontinuierlich. Seitdem wird wieder eine leichte Zunahme der Wohnbevölkerung verzeichnet.
Margareten ist mit über 26.000 Einwohnern/km² der am dichtesten besiedelte Bezirk in Wien.

### Bevölkerungsstruktur
Der Anteil der Menschen, die 60 Jahre und älter sind, war 2001 mit 19,7 % unterdurchschnittlich, da im gesamten Wiener Stadtgebiet dieser Anteil 22,2 % beträgt. Der Anteil der Bevölkerung unter 15 Jahren betrug 14,3 %. Der Anteil der weiblichen Bevölkerung entsprach mit 52,4 % genau dem Durchschnitt Wiens.
Von den 42.111 Bewohnern Margaretens, die 2001 über 15 Jahre alt gewesen sind, haben 12,6 % eine Universität, Fachhochschule oder Akademie als höchste Schulbildung abgeschlossen (Wien-weit: 11,8 %). Weitere 16,4 % haben eine Matura absolviert (Wien-weit: 15,7 %), 34,2 % hatten einen Lehrabschluss oder eine berufsbildende mittlere Schule (Wien-weit: 39,2 %) und 36,9 % der Margaretner haben die Pflichtschule als höchsten Abschluss (Wien-weit: 33,2 %).
Das durchschnittliche Jahresnettoeinkommen eines Arbeitnehmers lag 2015 bei 19.039 Euro netto (Wien: 21.271 Euro), das eines Pensionisten bei 18.199 Euro netto (Wien: 20.027 Euro). Der männliche Bevölkerungsanteil verdiente pro Person 20.320 Euro netto (Pensionist: 19.778 Euro), hingegen verdiente die weibliche Bevölkerung pro Person nur 17.643 Euro netto (Pensionist: 17.064 Euro). Insgesamt betrachtet lag Margareten ca. 10 % unter dem Einkommensdurchschnitt Wiens.

### Herkunft und Sprache
Der Anteil der Margaretner mit ausländischer Staatsbürgerschaft lag 2001 mit 23,2 % rund 6 % über dem Durchschnitt Wiens. Dabei hatten 7 % der Margaretner eine Staatsbürgerschaft von Serbien oder Montenegro, 4,4 % sind türkische Staatsbürger. Dahinter folgen Bosniaken (2,3 %) sowie Kroaten und Deutsche, deren Anteil an der Bevölkerung jedoch nur noch zwischen 1 und 1,5 % liegt. Insgesamt waren 2001 etwa 32 % der Margaretner in einem anderen Land geboren, daher gaben nur 64,4 % der Margaretner Deutsch als Umgangssprache an. Weitere 10,2 % sprachen hauptsächlich Serbisch, 7,6 % Türkisch, 3,4 % Kroatisch und 1,1 % Ungarisch. 2012 waren 89 % der Volksschüler des Bezirks nichtösterreichischer Herkunft bzw. nichtdeutscher Muttersprache. Deren Anteil an den Schülern aller Schulformen ausgenommen der Berufsschule lag 2009 bei 57,5 %.

### Religionsbekenntnis
Im Jahr 2001 war der Anteil der Menschen mit römisch-katholischem Bekenntnis 42,2 %. Anteilsmäßig hinter den Personen mit römisch-katholischem Bekenntnis folgten mit 11,9 % islamischem und 9,6 % mit orthodoxem Bekenntnis. Die Anhänger der evangelischen Kirche liegt mit 4,3 % an der vierten Stelle. 24,6 % der Margaretner waren damals ohne religiöses Bekenntnis.

## Politik
| Bezirksvorsteher seit 1919   | Bezirksvorsteher seit 1919 |
| ---------------------------- | -------------------------- |
| Albert Hummel (SDAP)         | 1919–1921                  |
| Leopold Rister (SDAP)        | 1921–1934                  |
| Kein Bezirksvorsteher        | 1934–1945                  |
| Fritz Lendvai (KPÖ)          | 4/1945–7/1945              |
| Max Tober (SPÖ)              | 1945–1950                  |
| Franz Grubeck (SPÖ)          | 1950–1962                  |
| Otto Reisz (SPÖ)             | 1962–1969                  |
| Johann Walter (SPÖ)          | 1969–1989                  |
| Kurt Heinrich (SPÖ)          | 1989–1999                  |
| Kurt Wimmer (SPÖ)            | 1999–2013                  |
| Susanne Schaefer-Wiery (SPÖ) | 2013–2020                  |
| Silvia Janković (SPÖ)        | 2020–2025                  |
| Michael Luxenberger (Grüne)  | 2025–                      |

Bei den Wahlen in den Gemeinderat im April 1891 wurden, da nicht alle Männer und keine Frauen wahlberechtigt waren, alle sechs Mandate von der Christlichsozialen Partei (der Vorgängerpartei der ÖVP) errungen. Erst das Jahr 1906 brachte die Durchbrechung der christlichsozialen Front in Margareten, als Franz Domes zum Vertreter der Sozialdemokratischen Arbeiterpartei (SDAP) gewählt wurde. Auf Grund des bis 1919 bestehenden Wahlrechts wurde die christlichsoziale Dominanz erhalten.
Seit der Einführung des allgemeinen Wahlrechts in Wien im Jahre 1919 hatte Margareten mit der Ausnahme der Jahre 1934 bis 1945 nur sozialdemokratische Bezirksvorsteher, deren erster Albert Hummel war. Die Zahl der Mandatare im Bezirksrat änderte sich regelmäßig, seit den Wahlen 1987 gibt es in Margareten 40 Bezirksräte. Bei der Wahl 1987 wurden diese Mandate folgendermaßen verteilt: 22 SPÖ, 12 ÖVP, 4 FPÖ und 2 GAL (Grüne).
Bei der Bezirksvertretungswahl am 10. November 1991 errang die SPÖ mit 19 Mandaten nur die relative Mehrheit, die FPÖ mit 9 Mandaten die zweite Position, die ÖVP rutschte mit 8 Mandaten an die dritte Stelle ab und auf die GAL entfielen 4 Mandate. Kurt Heinrich wurde wieder zum Bezirksvorsteher, Heinrich Koch zum Stellvertreter gewählt, an die Stelle von Martina Pucher (ÖVP) trat Dietmar Brandl (FPÖ). Die Wahlen 1996 waren von massiven Stimmenverlust der beiden Großparteien (SPÖ und ÖVP) und Stimmengewinne der Kleinparteien (FPÖ, Grüne und LIF) gekennzeichnet.
2001 war die Wahl durch die Stimmengewinne der SPÖ und der Grünen gekennzeichnet. Die FPÖ verlor über 7 % der Stimmen von 1996, blieb dennoch zweitstärkste Fraktion. Die Grünen überholten die ÖVP und waren somit drittstärkste Kraft. Der Mandatsstand betrug 2001: 18 SPÖ, 8 FPÖ, 7 Grüne, 6 ÖVP und 1 LIF.
Bei den Bezirksvertretungswahlen 2005 gab es starke Stimmengewinne der Grünen und sie wurden zweitstärkste Fraktion. Damit setzte in Margareten eine Entwicklung ein, die bereits in anderen Bezirken innerhalb des Gürtels zu beobachten ist – die Grünen machen der SPÖ den Bezirksvorsteher streitig. Die FPÖ büßte viele Stimmen ein und ist nur mehr viertstärkste Partei. Jede der beiden Großparteien gewann ungefähr 1 % an Stimmen hinzu. Das LIF, die KPÖ, das BZÖ schafften den Einzug in die Bezirksvertretung nicht. Daher betrug 2005 der Mandatsstand: 18 SPÖ, 10 Grüne, 7 ÖVP und 5 FPÖ.
Bei den Bezirksvertretungswahlen am 10. Oktober 2010 gab es starke Stimmengewinne der FPÖ, welche damit die ÖVP überholen konnte und drittstärkste Fraktion wurde. Mit leichten Verlusten hielten sich sowohl die SPÖ als auch die Grünen, die ÖVP war – wie auch wienweit – größter Verlierer. Die KPÖ schaffte mit knapp 3 % den Einzug in die Bezirksvertretung mit einem Mandat, das LIF und das BZÖ nicht. Die SPÖ hält weiterhin 18 Mandate, 9 fallen auf die Grüne, 7 auf die FPÖ, 5 auf die ÖVP und 1 auf die KPÖ.
Am 19. März 2013 wurde Susanne Schaefer-Wiery als Bezirksvorsteherin angelobt. Sie folgte Kurt Wimmer nach, der knapp 14 Jahre an der Bezirksspitze von Margareten stand. Nachdem sie sich aber mit ihrer Partei überwarf und 2020 aus der SPÖ austrat, folgte ihr Silvia Janković als deren Kandidatin nach. Sie konnte sich bei der Bezirksvertretungswahl in Wien 2020 durchsetzen und ist die erste Wiener Bezirksvorsteherin mit Wurzeln aus dem ehemaligen Jugoslawien.
Bei den Bezirksvertretungswahlen 2020 verlor die SPÖ rund 3,5 Prozentpunkte, die Grünen konnten hingegen stark zulegen. Die ÖVP konnte, danke eines Zugewinns von 6 %, den dritten Platz von der FPÖ zurückholen. Ebendiese stürzte um 15 % auf nur mehr 5 % ab.
| ← 2015Bezirksvertretungswahl in Wien Margareten (5.) 2020Vorläufiges Ergebnis mit Briefwahlkarten %403020100 35,3 (−3,5)28,2 (+5,4)4,7 (−15,2)13,8 (+5,7)7,5 (+1,3)5,3 (+2,6)5,2 (+3,7) SPÖGRÜNEFPÖÖVPNEOSLINKSfSonst.20152020Anmerkungen:f 2015 als Wien anders (ANDAS) kandidiert |

| Jahr | SPÖ   | ÖVP   | FPÖ   | Grüne | LIF   | KPÖ   | NEOS | LINKS (vorher ANDAS) | Sonstige |
| ---- | ----- | ----- | ----- | ----- | ----- | ----- | ---- | -------------------- | -------- |
| 1991 | 45,06 | 19,92 | 21,45 | 10,83 | n. k. | k. A. | ø    | ø                    | 1,25     |
| 1996 | 33,74 | 18,39 | 26,86 | 11,46 | 7,57  | n. k. | ø    | ø                    | 1,98     |
| 2001 | 41,35 | 15,08 | 19,80 | 18,21 | 3,64  | 1,24  | ø    | ø                    | 0,68     |
| 2005 | 42,71 | 16,80 | 12,75 | 23,48 | 0,64  | 2,22  | ø    | ø                    | 1,44     |
| 2010 | 41,26 | 13,38 | 17,73 | 22,86 | 1,11  | 2,79  | ø    | ø                    | 0,87     |
| 2015 | 38,75 | 8,14  | 19,89 | 22,84 | ø     | ø     | 6,2  | 2,7                  | 1,5      |
| 2020 | 35,3  | 13,8  | 4,7   | 28,2  | ø     | ø     | 7,5  | 5,3                  | 5,2      |

## Kultur und Sehenswürdigkeiten

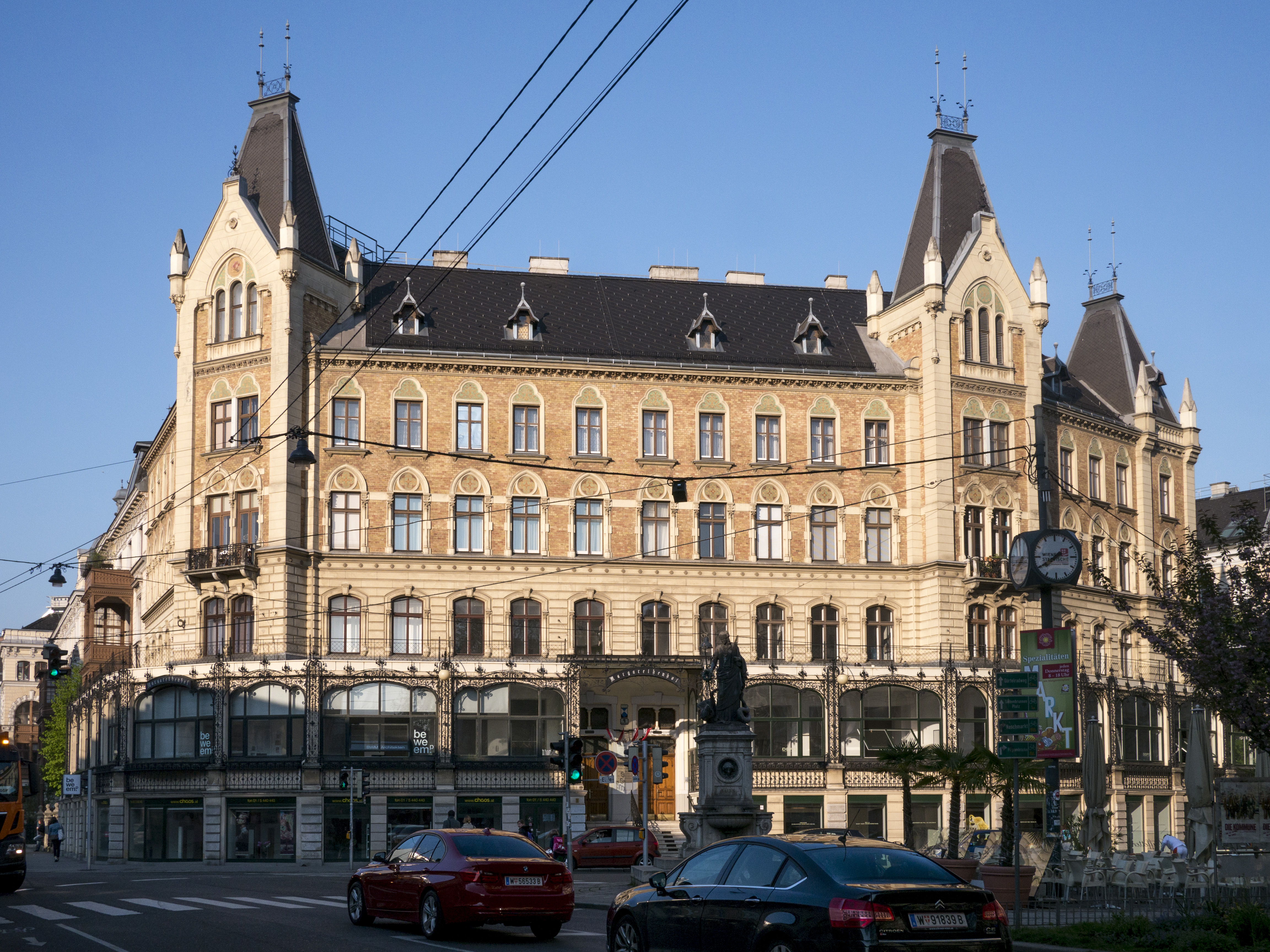
Margaretenhof mit Margaretenbrunnen im Vordergrund

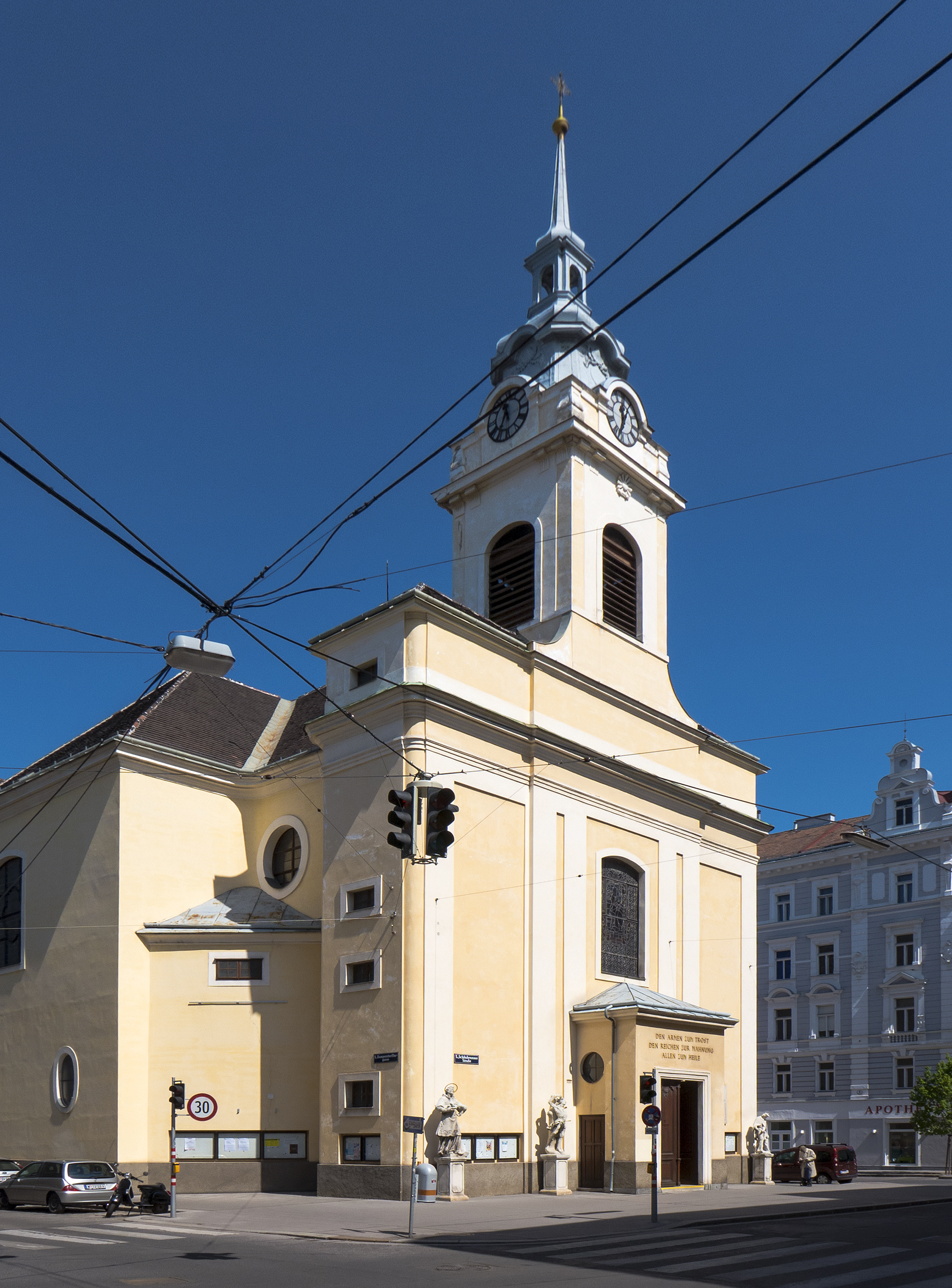
Kirche St. Josef

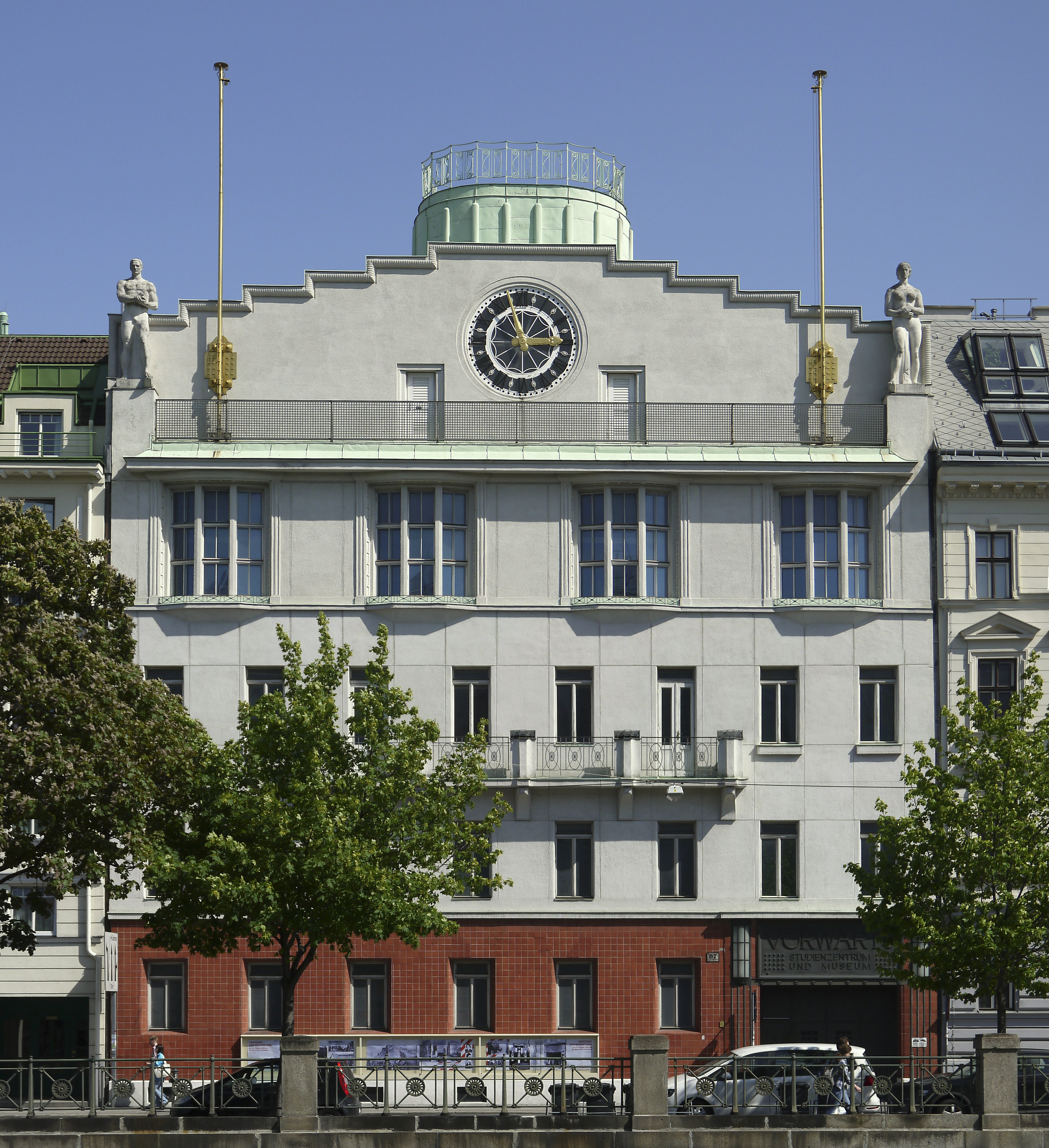
Vorwärts-Gebäude

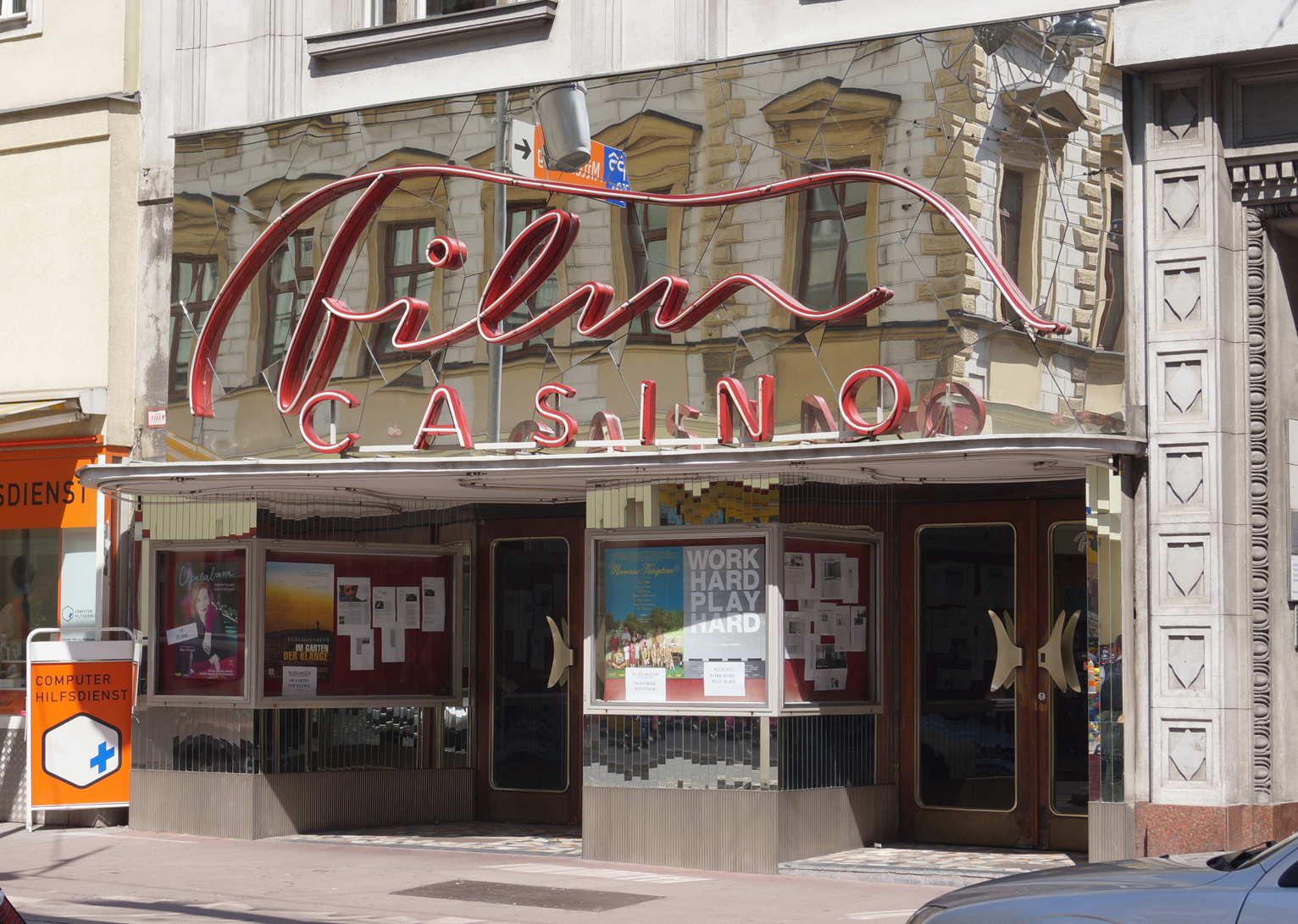
Eingang zum Filmcasino

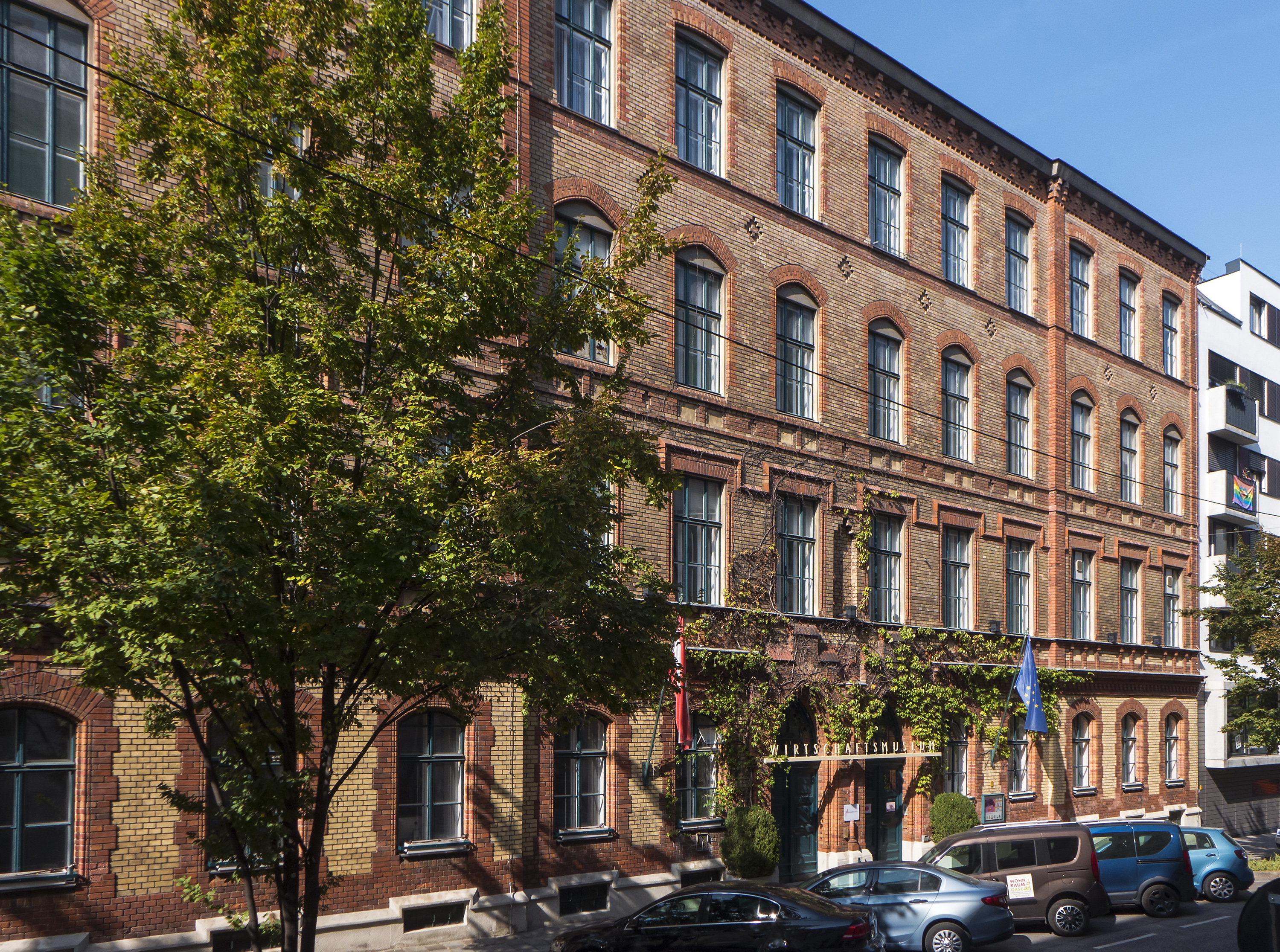
Wirtschaftsmuseum

### Gebäude
Am Margaretenplatz steht der schlossähnliche Margaretenhof, der 1884/85 erbaut wurde. Im späthistoristischen Hof sind architektonisch die Idee des städtischen Zinshausbaus und des Cottages eng miteinander verwoben – und zwar in Form eines imposanten Wohnhofs, bestückt mit einer kleinen Allee. Alle Häuser des Margaretenhofs haben einen kleinen Vorgarten und ein Gartenportal. An der Rechten Wienzeile steht in der Nähe der U-Bahn-Station Pilgramgasse das Vorwärts-Gebäude. Es war Sitz des Republikanischen Schutzbundes, der Parteizentrale der SDAP sowie des Vorwärts-Verlags. Anstelle abgerissener Nebengebäude des Vorwärts-Gebäudes wurde ein Hotel errichtet.
Besonders prägend für Margareten sind die zahlreichen Gemeindebauten in Gürtelnähe. Der erste Wiener Gemeindebau war der Metzleinstaler Hof (1919/20) am Margaretengürtel. Der Reumannhof erlangte im Bürgerkrieg als vermeintlich uneinnehmbarer Hauptstützpunkt des Schutzbunds Bekanntheit. In der Nachkriegszeit wurde mit dem Matzleinsdorfer Hochhaus (Südturm) ein markantes 20-stöckiges Hochhaus in der Nähe des Matzleinsdorfer Platzes errichtet.

### Religiöse Einrichtungen
In Margareten existieren sechs Kirchen, eine freikirchliche Glaubensgemeinschaft, vier islamische Gebetsstätten und ein thailändisch buddhistischer Tempel.
Die Pfarrkirche St. Josef zu Margareten wurde 1765–1769 als neue Kirche des Armenhauses erbaut. Die Kirche stellt nicht nur ein barockes Kleinod in der Nähe des Amtshauses dar, hier wurde Franz Schubert eingesegnet, bevor er auf dem Währinger Friedhof beigesetzt wurde. Daran erinnert eine Tafel, die 100 Jahre nach seinem Tod an der Außenmauer vom Wiener Schubertbund angebracht wurde. An der Ecke Schönbrunner Straße und St.-Johann-Gasse, am Rand des Bruno-Kreisky-Parks, befindet sich die zur Pfarrkirche St. Josef zu Margareten gehörende Hundsturmer Kapelle. Es handelt sich um eine der wenigen bis heute bestehenden Linienkapellen Wiens, die allesamt dem heiligen Johannes Nepomuk geweiht waren.
In der Mitte der Wiedner Hauptstraße stand bis 1965 die barocke Matzleinsdorfer Pfarrkirche (Florianikirche). Der Neubau der Kirche wurde als turmlose Pfarrkirche an der Ecke Wieder Hauptstraße/Laurenzgasse errichtet. Seit 2005 ist hier die Jugendkirche Wien beheimatet.
In Margareten bestehen zwei katholische Klöster. Seit 1865 befindet sich der Orden Franziskanerinnen von der christlichen Liebe in der Hartmanngasse und betreiben das Hartmannspital. 1898 kamen einige Klarissen aus Lemberg nach Wien. Die Kirche und das Kloster in der Gartengasse wurden 1909/1911 gebaut.
Die Evangelische Superintendentur A. B. Wien hat ihren Sitz in der Hamburgerstraße.

### Theater
Aktuell (2007) gibt es in Margareten vier Theater. Das jüngste und kleinste Theater ist das „blackbox Theater“, welches erst im September 2006 eröffnet wurde und 29 Sitzplätze besitzt, dieses Theater fungiert auch als Studiobühne der Schauspielschule ACT & FUN. Das Theater Scala wurde 1995 im ehemaligen Atlantiskino in der Wieder Hauptstraße eröffnet. Der Theaterraum bietet Platz für 100 bis 160 Zuschauer. Jährlich finden mehr als 100 Vorstellungen, fast ausschließlich Eigenproduktionen, statt. Die Flexibilität des Theaterraums ermöglicht ungewöhnliche und experimentelle Spielformen ebenso wie „konventionelle“ Raumlösungen und ist Heimstätte für das größte „freie“ Theaterensemble Wiens. Ein weiteres Theater ist das „Spektakel“ in der Hamburgerstraße, in dem vor allem Kabarett gespielt wird. Das vierte Theater Margaretens ist das Volx/Margareten (ehemals „Volkstheater Hundsturm“), eine Außenstelle des Wiener Volkstheaters im Eisenbahnerheim, die vor allem für experimentelle Theaterarbeiten genutzt wird.

### Kino
Das Kinosterben ging in Margareten nicht spurlos vorbei. Nachdem Kinos wie das „Atlantis“, das „Eden“, das Kino im Eisenbahnerheim sowie das „Metropol“ ihren Betrieb einstellen mussten, gelang es dem Bezirk den letzten in seiner Gesamtheit erhaltenen Vorstadtkinopalast der fünfziger Jahre in Wien, das „Filmcasino“ zu retten. Bereits 1911 gab es in der Margaretenstraße 78 ein Kinematographentheater, das bis 1919 Filme zeigte. Später wurde das heutige Filmcasino in Margaretner Bürgerkino umbenannt. Es gelang einer Gruppe von Kinobegeisterten die Gemeinde Wien für ihr Anliegen zu gewinnen. Mit Mitteln der öffentlichen Hand, einer Bank und des Filmhauses Stöbergasse wurde das Filmcasino saniert und mit moderner Technik ausgestattet. So konnte am 21. September 1989 das Filmcasino seine Pforten wieder öffnen. Heute zählt das Kino zu den Garanten für die Präsentation von gehobenem Filmschaffen und ist Mitglied der „Europa Cinemas“.

### Museen
Das Bezirksmuseum Margareten im Amtshaus des 5. Bezirks hat sich auf die Geschichte des Bezirks und seiner Bewohner – in Wort und Bild – konzentriert.
In der Vogelsanggasse 36 steht das Österreichische Gesellschafts- und Wirtschaftsmuseum und das Kaffeemuseum. Das Wirtschaftsmuseum hat sich zum Ziel gesetzt, gesellschaftliche und wirtschaftliche Fakten einfach und verständlich darzustellen. Zusätzlich werden im Wirtschaftsmuseum regelmäßig Vorträge zu aktuellen wirtschaftlichen Themen angeboten, die größtenteils kostenlos besucht werden können. Das Kaffeemuseum wurde 2003 gegründet und befasst sich mit Kaffee „Von der Pflanze bis zur Tasse“ und bietet zusätzlich Seminare zum Thema Kaffee an.
Der Verein für Geschichte der Arbeiterbewegung (VGA) beherbergt das vierte Museum Margaretens in der Rechten Wienzeile 97. 1959 wurde der Verein gegründet und sammelt Quellen zur Geschichte der österreichischen Arbeiterbewegung. Die museale Sammlung besteht aus Fahnen, Büsten, dem Victor-Adler-Gedächtnisraum mit Originalmöbeln und einer Erster Mai-Sammlung.
Die Restituta-Dokumentation „Glaube gegen NS-Gewalt“ in der Nikolsdorfer Gasse 38 ist eine Ausstellung zur österreichischen Kirchen- und Zeitgeschichte. Sie zeigt insbesondere das Leben und Wirken der Hartmannschwester Maria Restituta. Sr. Restituta war eine Ordensschwester, die 1943 von den Nationalsozialisten hingerichtet und 1998 seliggesprochen wurde.

### Sport
Wichtigster und bekanntester Sportklub in Margareten ist der Handballverein Fivers WAT Margareten, welcher seit 1919 besteht. Die Fivers spielen in der höchsten österreichischen Spielklasse und wurden 2011, 2016 und 2018 Österreichischer Staatsmeister. Von 2012 bis 2016 gewannen sie in jedem Jahr wenigstens einen österreichischen Cup (ÖHB-Cup oder HLA-Supercup). Die Heimathalle befindet sich in der Hollgasse in der Nähe des Matzleinsdorfer Platzes.
In Margareten selbst existiert mangels geeigneter Fußballplätze kein Fußballverein, jedoch mit der Sportunion Margareten ein Sportverein mit Angeboten zu Volleyball, Tischtennis und Gymnastik. Der Verein wurde 1903 gegründet und das Vereinshaus befindet sich in der Stolberggasse 49.
Die zwei zu Margareten gehörenden Fußballvereine sind der Margaretner Athletik Club (MAC) mit Gründungsjahr 1926 und der Margaretner Sportverein 81 (MSV 81). Die beiden Vereine spielen auf Plätzen in Meidling.

### Erholung
Margareten hat mit lediglich 8,8ha Grünfläche einen sehr geringen Grünflächenanteil. Nur die Bezirke Mariahilf, Neubau und Josefstadt haben noch weniger.
An Parks und Grünflächen gibt es in Margareten unter anderem::
- Bacherpark
- Bruno-Kreisky-Park
- Einsiedlerpark
- Herweghpark
- Klieberpark
- Scheupark, Margaretner Stadtwildnis und Stefan-Weber-Park

Siehe auch: Liste der Wiener Parks und Gartenanlagen/Margareten

### Regelmäßige Veranstaltungen
Bis 2008 fanden jährlich im Mai und Juni die Margaretner Bezirksfestwochen statt. In der Adventzeit können Adventmärkte besucht werden. Diese Märkte sind im Gegensatz zu den großen Wiener Weihnachtsmärkten meist kurzzeitig und dauern kaum länger als ein Wochenende. 2007 fand zum ersten Mal der vom Kulturverein Margareten Aktiv veranstaltete Weihnachtsmarkt zugunsten „Rettet den Stephansdom“ statt.
Das Vernetzungs-Projekt „Margareten kulturell – Künstler Almanach“ legte im Mai 2008 zum ersten Mal eine Broschüre auf, in der alle Kulturschaffenden Margaretens verzeichnet sind.
Zu Beginn des Sommers findet seit einigen Jahren im Bruno-Kreisky-Park das einwöchige Open-Air-Kino statt, bei dem Science-Fiction-Filme gezeigt werden. Da die Veranstaltung kostenlos ist, wird sie bei Schönwetter für gewöhnlich gut besucht.

## Wirtschaft und Infrastruktur

### Wirtschaft
Margareten war zunächst ein Handwerkerbezirk, wobei im Südwesten gegen den Linienwall zahlreiche Gärten, Äcker und Gemüsefelder vorhanden waren. Im Zuge der Verbauung verschwanden die landwirtschaftlich genutzten Flächen vollständig. Die meisten historischen Industriebetriebe siedelten im Laufe der Jahre ab, lediglich in den Spätgründerzeiten Vierteln sind im Erdgeschoß und in den Höfen zahlreiche Betriebe angesiedelt.
In den letzten Jahren nahm die Zahl der Arbeitsstätten in Margareten zu. Die überwiegende Mehrzahl der Betriebe sind Kleinunternehmen mit höchstens vier Beschäftigten. Der Sektor Handel und Lagerung ist dabei führend, gefolgt von öffentlichen und persönlichen Diensten, Geld- und Kreditwesen, Versicherung und Wirtschaftsdiensten. Erst an vierter Stelle stehen Gewerbe und Industrie. Von den 17.069 Beschäftigten im Bezirk pendeln 16.007 ein, 12.176 innerhalb Wiens. Die Versorgung mit Gütern des täglichen Bedarfs ist durch die über den ganzen Bezirk gut verteilten Geschäfte sichergestellt, die meisten befinden sich an der Reinprechtsdorfer Straße und im Bereich rund um den Margaretenplatz.
Ein wichtiger Arbeitgeber des öffentlichen Dienstes ist die Zentrale der MA 48 (Abfallwirtschaft, Straßenreinigung und Fuhrpark) in der Einsiedlergasse 2. Andere wichtige Firmen sind Manz Crossmedia und Schiebel Elektronische Geräte, ein Hightech-Unternehmen bekannt für unbemannte Helikopter.

### Verkehr

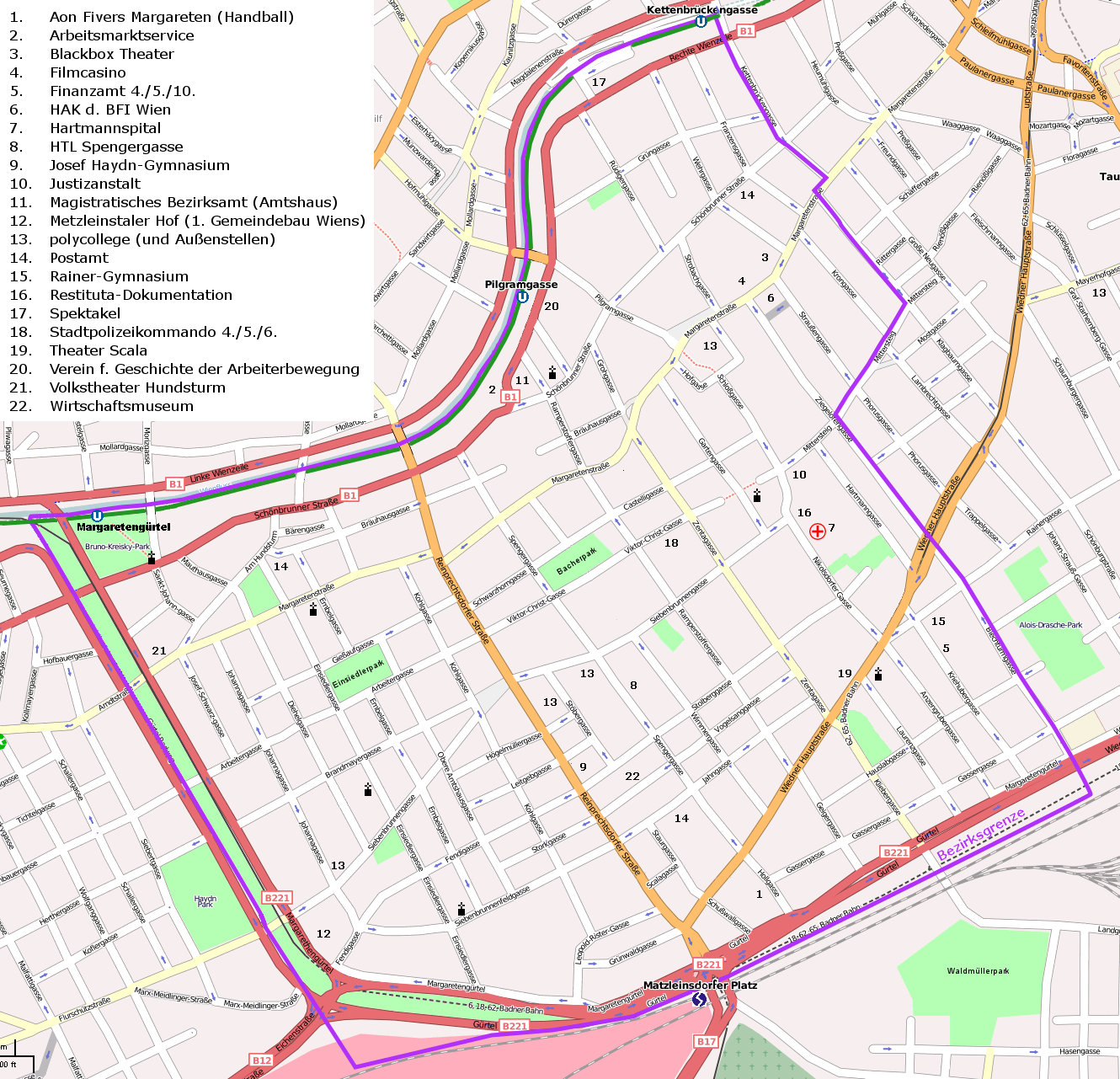
Straßenkarte des Bezirks

Der Bezirk wird im Norden (Wienzeile), im Süden und Westen (Gürtel) von wichtigen Hauptverkehrsstraßen begrenzt. Im Bezirk selbst zählen die Reinprechtsdorfer Straße, die Schönbrunner Straße (B1), die Wiedner Hauptstraße, die Margaretenstraße und der Matzleinsdorfer Platz mit Anbindung an die Triester Straße (B17) zu den Hauptverkehrsstraßen. Insgesamt verfügt Margareten über 109 Gemeindestraßen mit einer Länge von 37,8 Kilometer. Mit 291 Personenkraftwagen pro 1.000 Einwohnern hatte der Bezirk im Jahr 2016 den drittniedrigsten PKW-Motorisierungsgrad aller Bezirke Österreichs.
Die Radverkehrsanlagen im Bezirk umfassen 28,3 Kilometer (2015) und bilden somit ein engmaschiges Netz. Der Radverkehr nimmt im Bezirk eine immer wichtigere Stellung beim Individualverkehr ein, da mit dem Fahrrad gegen einige Einbahnen gefahren werden darf. Eine händische Zählung beim Margaritensteg (nähe Rüdigerhof) ermittelte im Juni 2007 eine Anzahl von 901 Radfahrern pro Tag in der Radfahrsaison (April – Oktober), davon waren 584 Radfahrer stadteinwärts unterwegs. Außerdem verfügt Margareten über sechs Citybike Stationen, welche meist in der Nähe wichtiger Haltestellen des öffentlichen Verkehrs liegen. Diese Leihfahrräder können nach einer Anmeldung für eine Stunde kostenlos im Stadtgebiet benutzt werden.

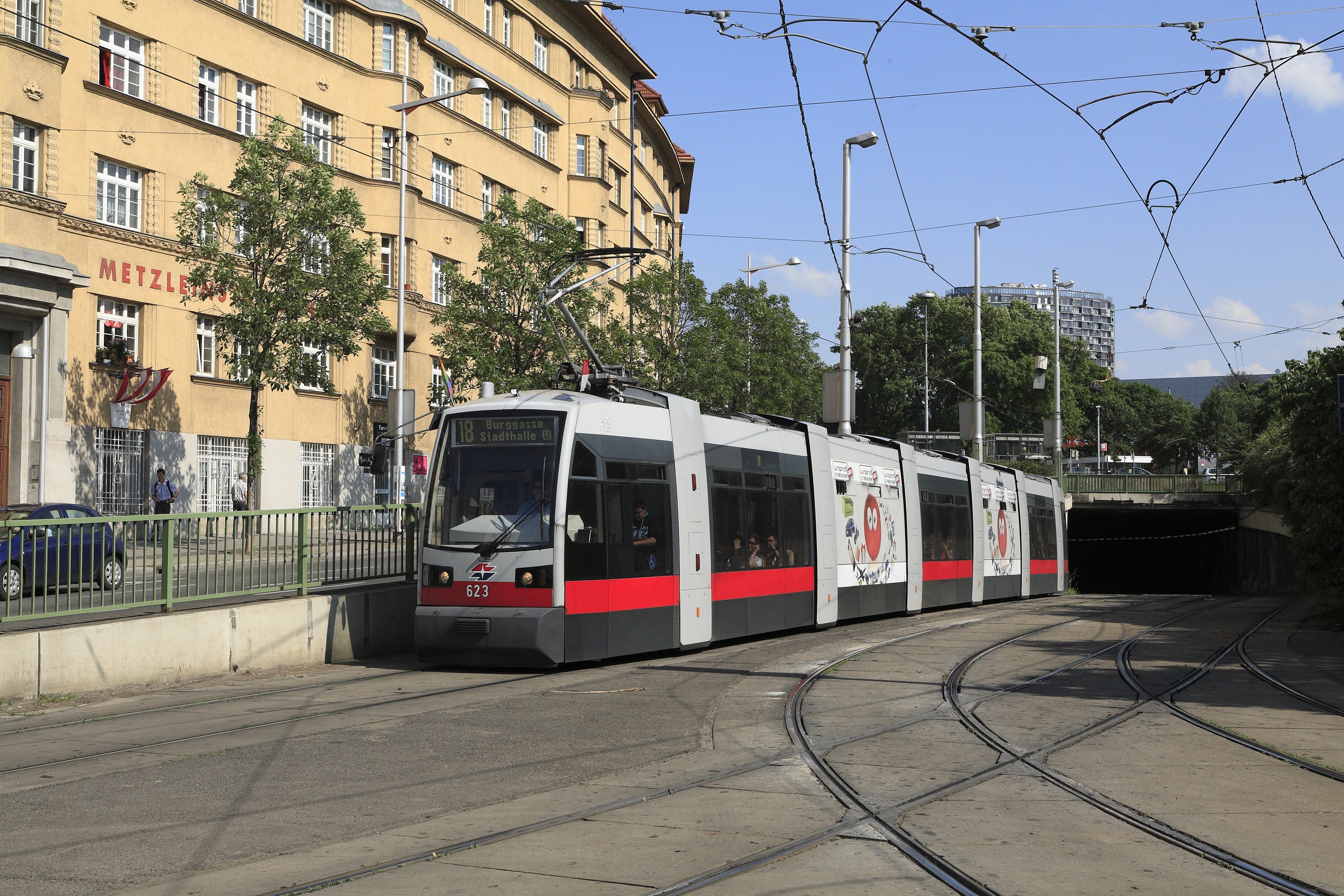
Eine Straßenbahngarnitur an der Rampe Eichenstraße

Der öffentliche Verkehr wird hauptsächlich von den Wiener Linien abgewickelt. Vor dem Ersten Weltkrieg wurden in den vielen engen Gassen zahlreiche Straßenbahnlinien angelegt. Nach dem Zweiten Weltkrieg setzte eine Trendwende ein und die damaligen Straßenbahnlinien 13, 61 und 63 wurden in den Jahren 1951 bis 1961 aufgelassen und durch Autobusse ersetzt. Die Straßenbahnlinie 6 (über die Reinprechtsdorfer Straße nach Mariahilf führend) wurde ab 1969 über den Gürtel geleitet, statt dieser wurde eine Autobuslinie (14A) eingeführt. Somit verkehren die heutigen Straßenbahnlinien entweder unter der Wiedner Hauptstraße (Linien: 1, 62 und Badner Bahn) oder am Gürtel (Linien: 6 und 18) zum größten Teil als U-Straßenbahn.
Die vier Buslinien innerhalb des Bezirks dienen in erster Linie dazu, die Passagiere zu der U-Bahn oder S-Bahn an der Bezirksgrenze zu transportieren (Linien: 12A, 13A, 14A und 59A). An der Bezirksgrenze gibt es drei U-Bahn-Stationen der Linie U4, Haltestellen der Straßenbahn (Linien: 1, 6, 18, 62), Badner Bahn und S-Bahn (Haltestelle Wien Matzleinsdorfer Platz). Die in Bau befindliche südliche Verlängerung der U2 quert zwischen den Stationen Pilgramgasse und Matzleinsdorfer Platz den Bezirk in Nord-Süd-Richtung. Mit der dazwischen liegenden U-Bahn-Station Reinprechtsdorfer Straße bekommt auch das Bezirkszentrum einen U-Bahn-Anschluss.
In der Nacht wird Margareten zwischen ca. 00:30 Uhr und ca. 05:00 Uhr von den Bussen der NightLine bedient. Die Buslinien N6 und N62 sind täglich in Betrieb, die Linie N71 nur am Wochenende und die Linie N60 nur an Werktagen Montag bis Freitag. In den Nächten vor Samstag, Sonntag und Feiertagen verkehren die U-Bahn-Linien durchgehend.
Der Matzleinsdorfer Platz ist ein großer Verkehrs- und Umsteigeknotenpunkt im Süden, da innerstädtische und regionale Buslinien, Nachtbuslinien, Straßenbahn-Linien, die Badner Bahn und S-Bahn-Linien (ausgenommen S6 nach Wiener Neustadt über die Pottendorfer Linie) diesen Platz anfahren. Die nächstgelegenen Bahnhöfe mit Fernverkehrshalten sind der im 10. Bezirk gelegene Hauptbahnhof und der im 12. Bezirk gelegene Bahnhof Wien Meidling.

### Gesundheitswesen
In der Nikolsdorfer Gasse 26–36 steht seit 1865 das Hartmannspital, das einzige Krankenhaus in Margareten. Dieses Spital wird seit Beginn vom Orden Franziskanerinnen von der christlichen Liebe betrieben. 1977 und 1994 wurde das Krankenhaus durch Erweiterungsbauten vergrößert. Aktuell beinhaltet das Krankenhaus folgende Abteilungen: Interne Abteilung, Stationäre Schmerztherapie, Akutgeriatrie/Remobilisation, Pulmologie, Chirurgie, Anästhesie, Intensivmedizin, Röntgenordination, Physiotherapie und Ambulanzen.
Des Weiteren gibt es insgesamt 132 niedergelassene Ärzte in Margareten, 52 Allgemeinmediziner und 80 Fachärzte (Januar 2018). Neun Apotheken versorgen die Bewohner mit Arzneimitteln und Serviceleistungen im Gesundheitsbereich.

### Bildung
Margareten verfügt über fünf Volksschulen, drei Hauptschulen, eine Sonderschule, zwei Gymnasien, eine Handelsakademie, eine Höhere Technische Lehranstalt, eine EDV Schule und eine Berufsschule.
Die HTL Spengergasse mit ungefähr 1.450 Schülern und 178 Lehrern ist eine wichtige Bildungsstätte. Diese Schule ist die älteste HTL in Österreich und wurde 1758 von Kaiserin Maria Theresia gegründet. Die Fachrichtungen sind: Kunst und Design, Betriebsmanagement und EDV & Organisation. Untergebracht ist diese HTL im ehemaligen Landwehr-Ausrüstungsdepot.
Die Schule für EDV ist eine einjährige Schule mit Schwerpunkt auf IT-Fachausbildung. Ihr Ziel ist es, Abgänger direkt ins Berufsleben zu integrieren.
Das Institut für Hochenergiephysik der Österreichischen Akademie der Wissenschaften in der Nikolsdorfer Gasse 18 (ehemaliges Bezirksamt 1862–1867) ist die einzige universitäre Forschungseinrichtung im Bezirk. Das Institut für Hochenergiephysik beschäftigt sich mit der Erforschung der kleinsten Bausteine der Materie und den zwischen ihnen wirkenden Kräften (Wechselwirkungen). Dazu arbeitet das Institut mit dem Europäischen Forschungszentrum für Teilchenphysik CERN in Genf zusammen.
Seit 120 Jahren besteht die Volkshochschule (VHS) polycollege in Margareten. Das polycollege ist die größte der 18 Wiener Volkshochschulen und wurde 1887 als „Wiener Volksbildungsverein“ gegründet. Aktuell befindet sich die Zentrale in der Stöbergasse 11–15 und verfügt über sechs Zweigstellen im 4. und 5. Bezirk. Das polycollege organisiert ca. 20 % aller Wiener VHS-Veranstaltungen mit rund 24.000 Kursteilnahmen pro Jahr.

### Sicherheit
In Margareten sind zwei Polizeiinspektionen der Bundespolizei etabliert, diese befinden sich in der Viktor-Christ-Gasse 19 und in der Schönbrunner Straße 34. Das ehemalige Wachzimmer in der Siebenbrunnenfeldgasse 7 wurde im Jahre 2014 im Zuge der Neustrukturierung der Landespolizeidirektion Wien geschlossen. In der Dienststelle Viktor-Christ-Gasse befindet sich das Stadtpolizeikommando Margareten, welches für die Bezirke Margareten, Wieden und Mariahilf zuständig ist.

## Persönlichkeiten

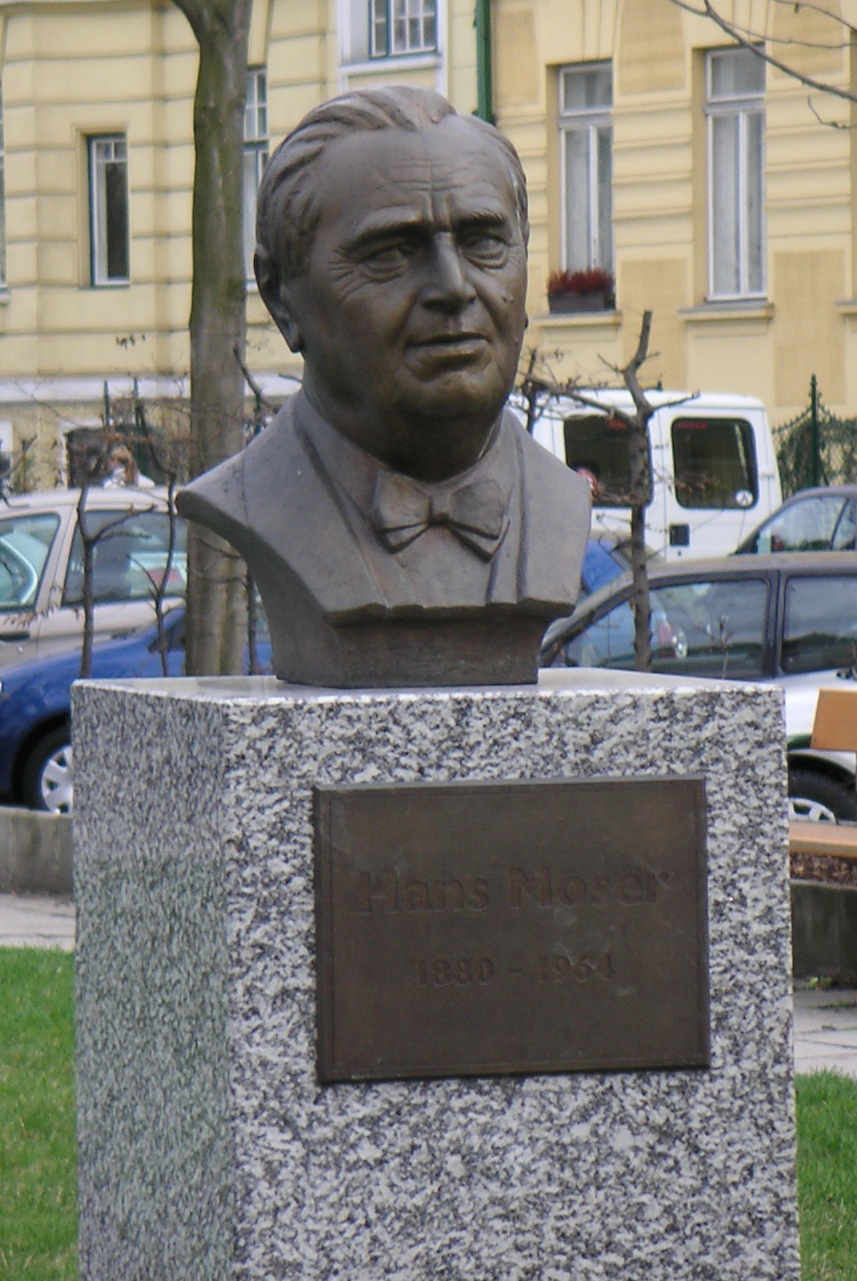
Büste von Hans Moser

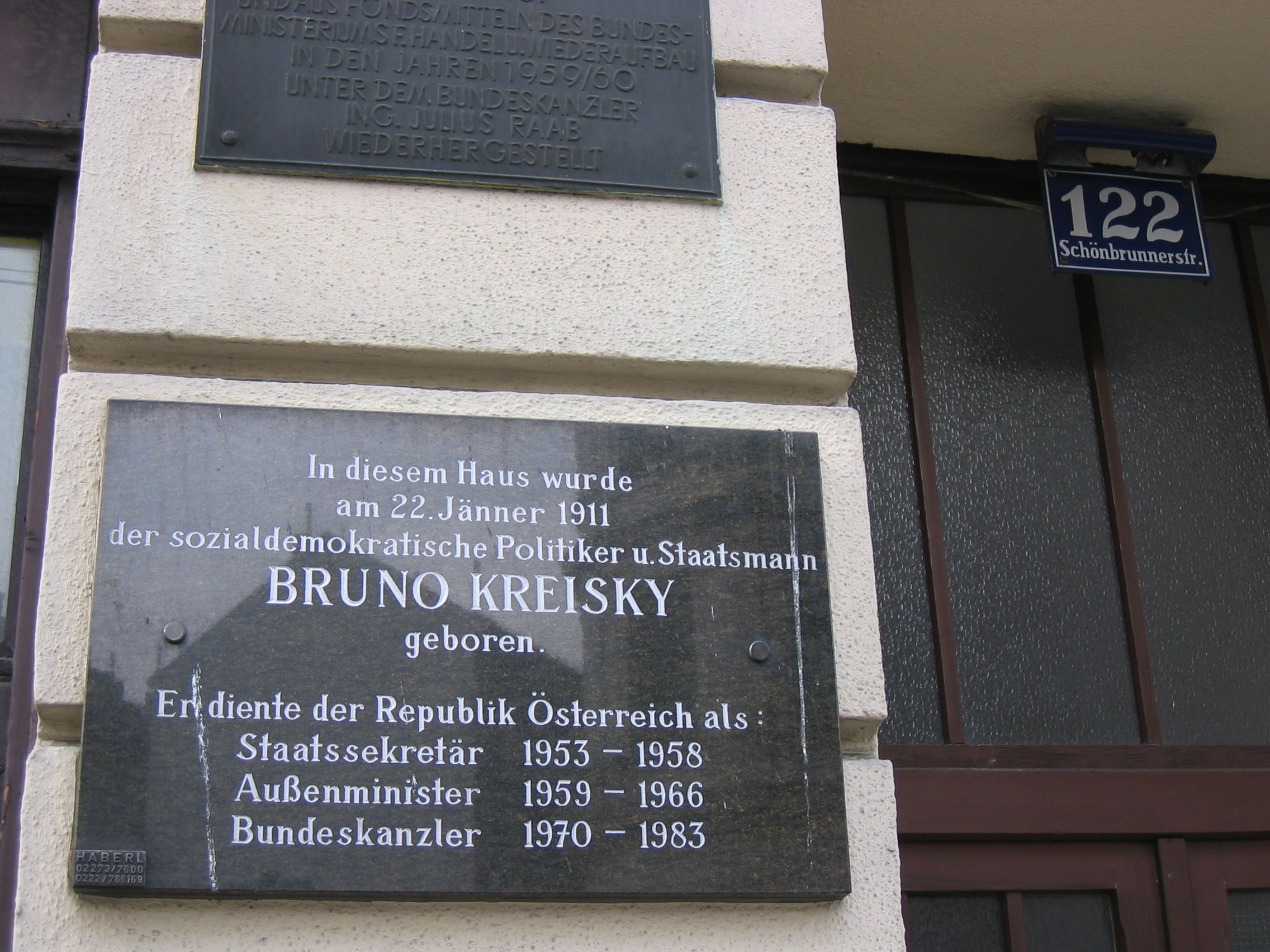
Bruno-Kreisky-Gedenktafel am Geburtshaus

1796 wurde der österreichische Augustinerchorherr Adam Schreck in Margareten geboren. Im Stift Klosterneuburg gründete er eine Obst- und Weinbauschule, die binnen kurzer Zeit zu einer der besten Wein-Fachschulen Europas aufstieg.
Auch einige bedeutende Künstler stammen aus Margareten. Am 6. August 1880 wurde im Bezirk der beliebte Wiener Volksschauspieler und Filmdarsteller Hans Moser, mit bürgerlichem Namen Johann Julier, als Sohn eines Bildhauers geboren. Eine Gedenktafel am Geburtshaus in der Rechten Wienzeile 93 erinnert an den Schauspieler.
Der bekannte Wienerlied-Sänger und Komponist Ernst Arnold wohnte im Rüdigerhof in der Hamburgerstraße 20. Eine an der Fassade angebrachte Gedenktafel erinnert daran.
Der Schriftsteller Ernst Hinterberger wohnte in einem Gemeindebau in Margareten. Hinterberger verfasste eine Vielzahl an Büchern und thematisierte mit Ein echter Wiener geht nicht unter und dem Kaisermühlen-Blues das Leben der „kleinen Leute“. Die 2021 verstorbene Schriftstellerin Friederike Mayröcker wohnte ebenfalls in Margareten und galt als eine der bedeutendsten österreichischen Lyrikerinnen.
Andreas P. Pittler lebt als Schriftsteller ebenso in Margareten. Er wuchs im Ortsteil Margareten auf und wohnt heute in Matzleinsdorf. Pittler wurde durch seine Kriminalromane, aber auch durch zahlreiche Sachbücher und Biografien bekannt.
Der am 19. Februar 1957 geborene Popsänger Falco – mit bürgerlichem Namen Johann Hölzel – wuchs in der Ziegelofengasse auf. Nach seinem Tod durch einen Verkehrsunfall 1998 in der Dominikanischen Republik wurde 2003 die Falcostiege (am Beginn der Hamburgerstraße) nach ihm benannt.
Einen Teil seines Lebens verbrachte der Friedensaktivist Waluliso in Margareten. Zwischen 1944 und seinem Tod 1996 wohnte er in der Wehrgasse auf nur neun Quadratmetern.
Sr. Maria Restituta, seit 1914 Ordensschwester der „Franziskanerinnen von der christlichen Liebe“ (Hartmanngasse und Hartmannspital), wurde 1943 von den Nationalsozialisten wegen „Feindbegünstigung und Vorbereitung zum Hochverrat“ hingerichtet. Am 21. Juni 1998 wurde sie von Papst Johannes Paul II. in Wien seliggesprochen.
Margarete Schütte-Lihotzky, bekannte Architektin und Widerstandskämpferin gegen den Nationalsozialismus, lebte ebenfalls lange Zeit in Margareten. Der Schütte-Lihotzky-Park gegenüber der Justizanstalt Wien-Mittersteig erinnert an diese Persönlichkeit.
Bruno Kreisky, einer der bekanntesten Sozialdemokraten Österreichs, wurde am 22. Jänner 1911 in der Schönbrunner Straße 122 geboren. Kreisky war unter anderem Botschafter, Staatssekretär im Bundesministerium für auswärtige Angelegenheiten und Parteivorsitzender der Sozialistischen Partei Österreichs (SPÖ). Im Jahre 1970 wurde Kreisky Bundeskanzler und blieb es bis 1983.
Die Dichterin Friederike Mayröcker lebte ab 1953 jahrzehntelang in einer Wohnung in der Zentagasse 16, die sie mit Bücher- und Zetteltürmen überhäufte und so zu einer „Schreibwerkstatt“ umfunktionierte. Heute wird die Wohnung für ein Poets-in-Residence-Programm des Literaturhauses Wien jeweils für zwei Monate an Autorinnen und Autoren verliehen.
Karl Freiherr von Vogelsang, der christliche Sozialreformer, wohnte in der Laurenzgasse 3. Die Vogelsanggasse erinnert an diesen Reformer. In Margareten wohnte fünf Jahre lang auch Karl Lueger, christlichsozialer Bürgermeister Wiens, in der Hamburgerstraße 9.
In Margareten begann die Karriere des Unternehmers und Investors Karl Wlaschek. 1953 eröffnete der damals 36-jährige Pianist seine erste Diskont-Parfümerie. In den folgenden Jahren entstand die Handelskette BILLA, der größte private Arbeitgeber in Österreich im Jahr 2007.